# Wald

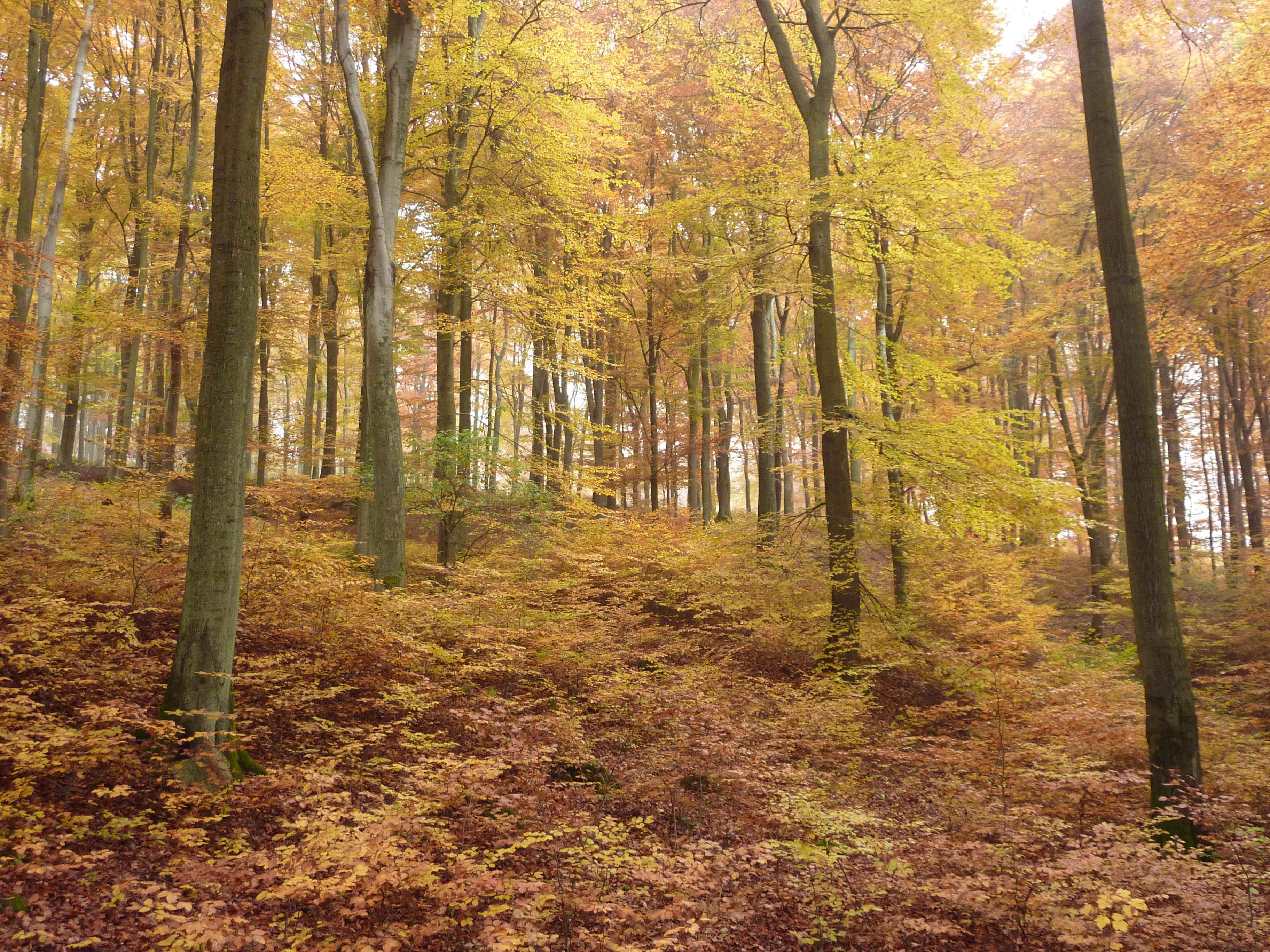
Sommergrüner Laubwald im Herbstlaub in Mittelhessen

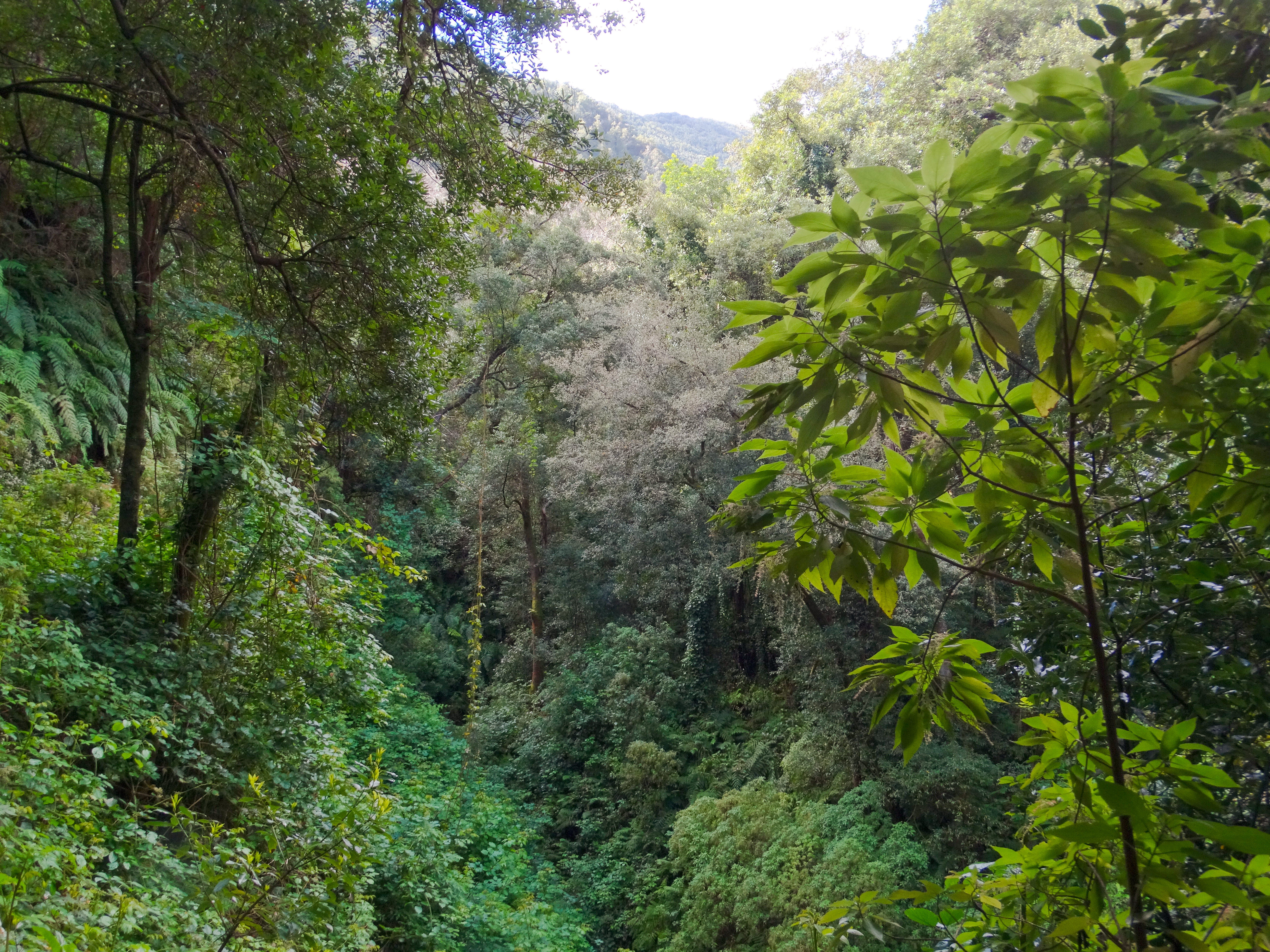
Subtropischer Lorbeerwald auf La Palma, Kanarische Inseln

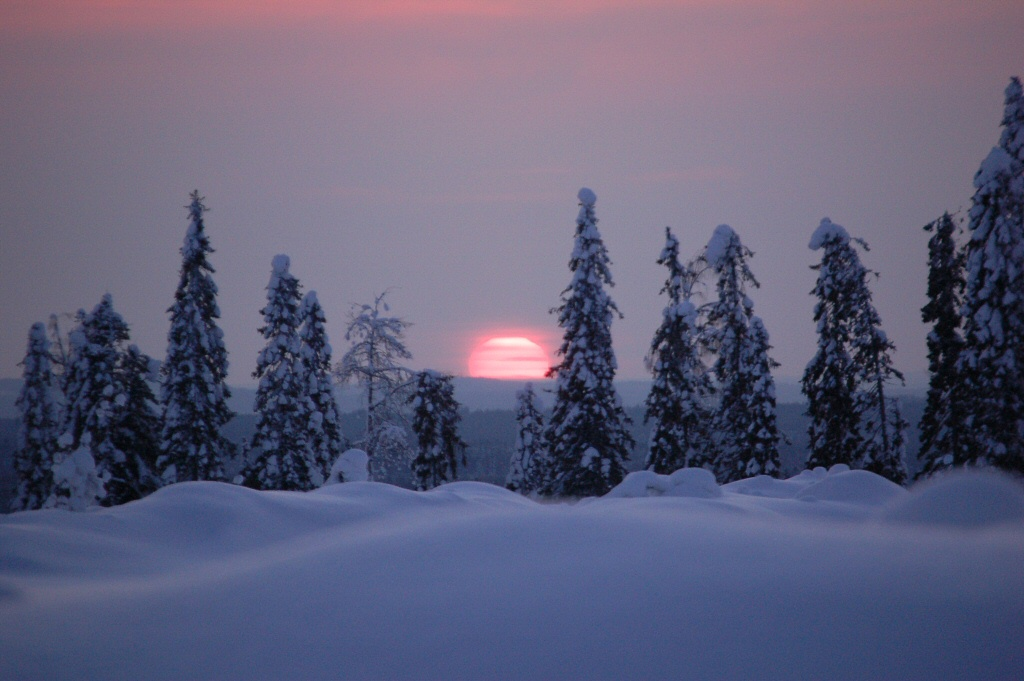
Borealer Nadelwald, Finnland

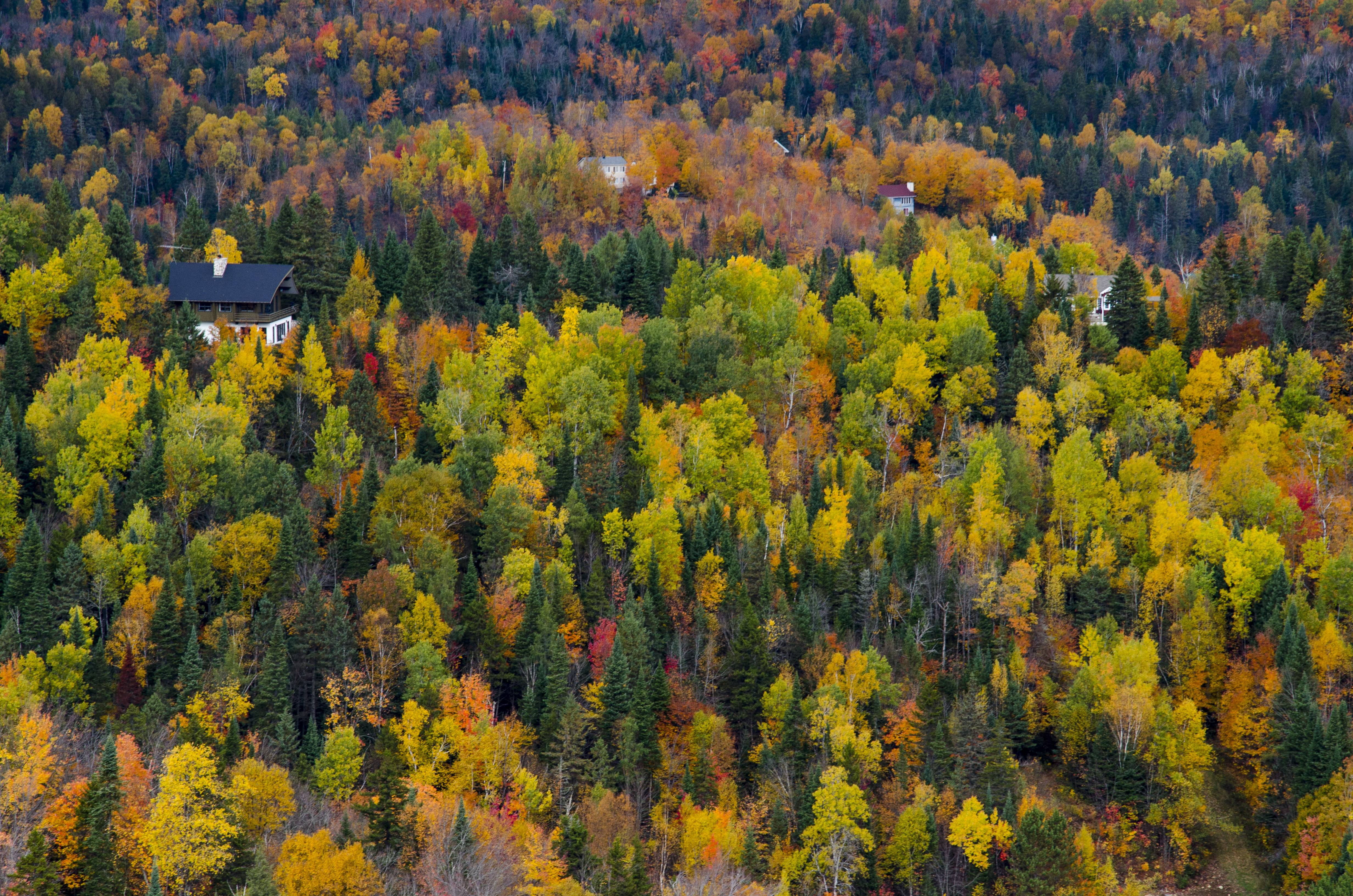
Laub- und Nadel-Mischwald, Quebec

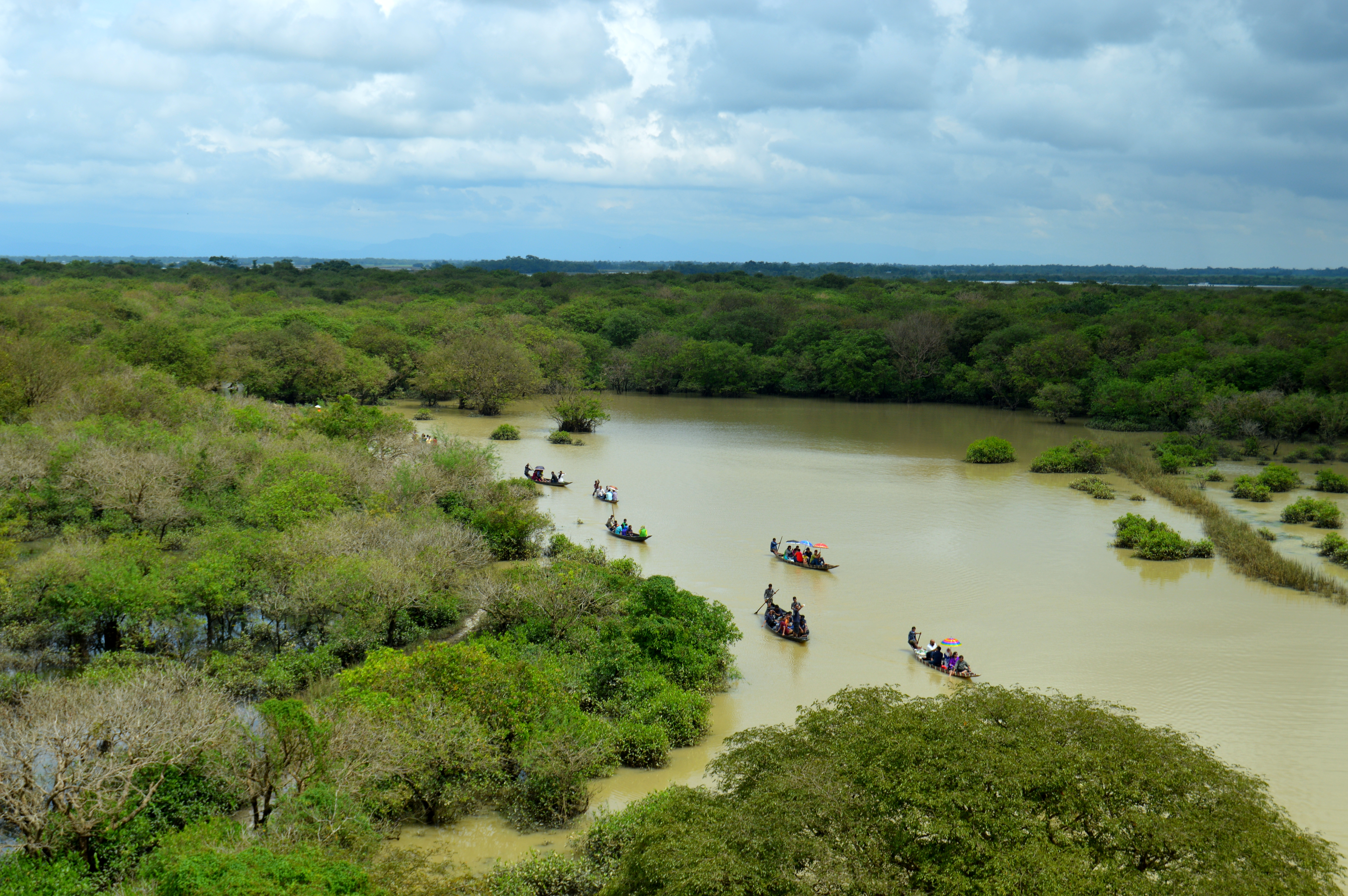
Tropischer Monsunsumpfwald, Bangladesch

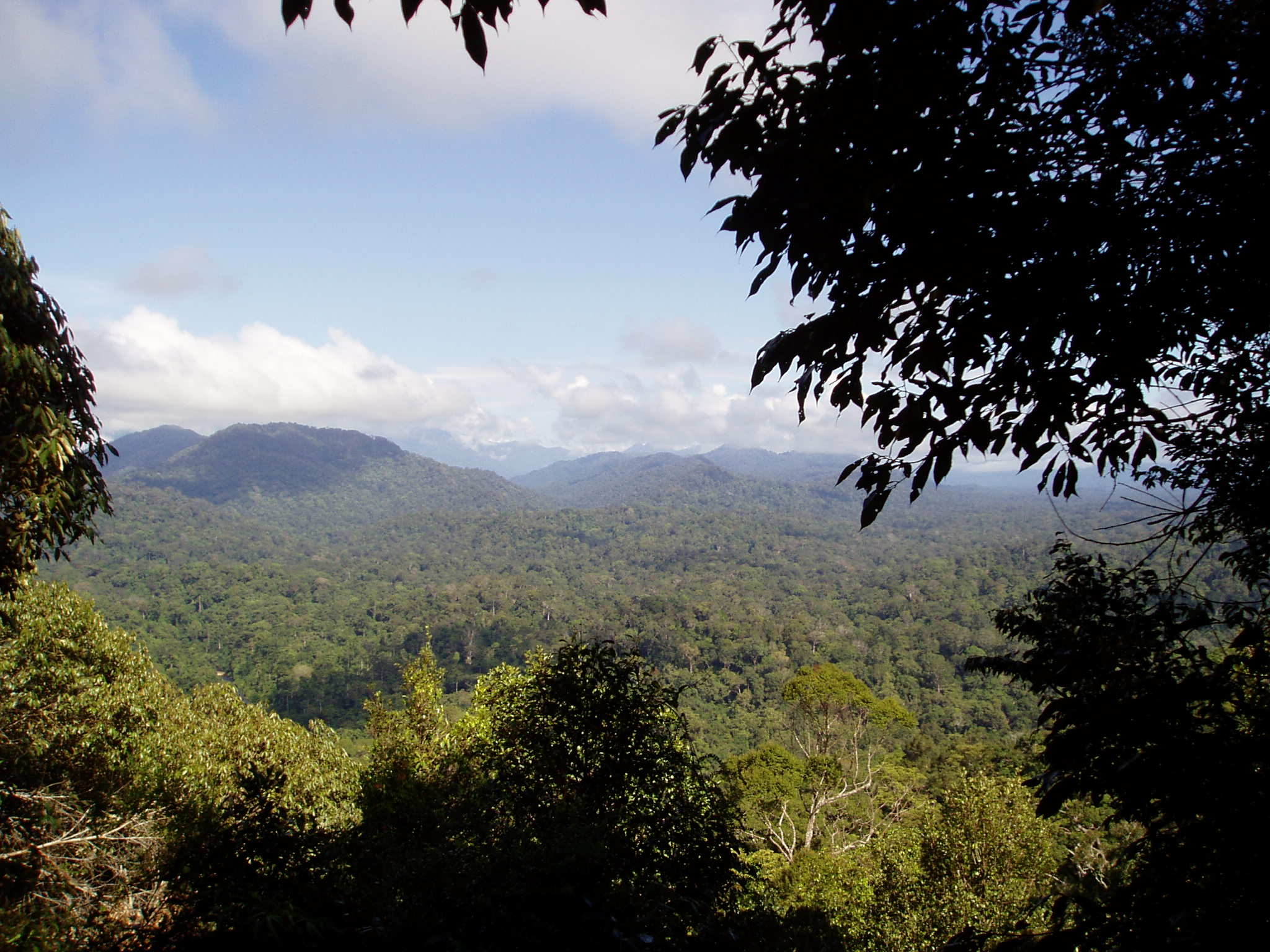
Tropischer Regenwald, Malaysia

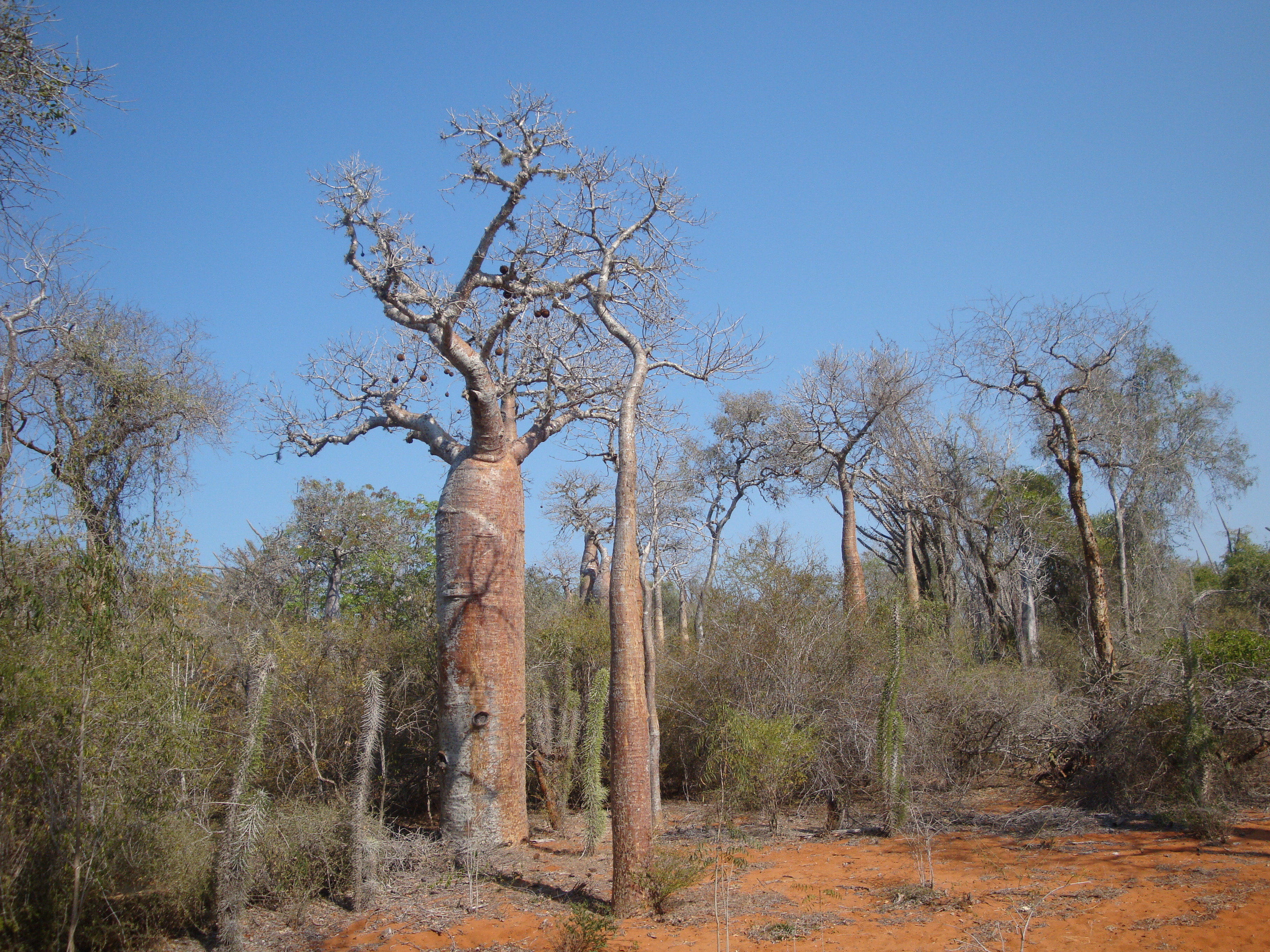
Tropischer Trockenwald, Madagaskar

Wald (auch Waldung) im alltagssprachlichen Sinn und im Sinn der meisten Fachsprachen ist ein Ausschnitt der Erdoberfläche, der von Bäumen dominiert wird und eine gewisse, vom Deutungszusammenhang abhängige Mindestdeckung und Mindestgröße überschreitet.
Die Definition von Wald ist notwendigerweise vage und hängt vom Bedeutungszusammenhang (alltagssprachlich, geographisch, biologisch, juristisch, ökonomisch, kulturell usw.) ab. Präzisere Definitionen decken jeweils nur einen Teil des Bedeutungszusammenhangs ab. Eine in der deutschen Forstwissenschaft verbreitete Definition definiert Wald als eine Pflanzenformation, die „im Wesentlichen aus Bäumen aufgebaut ist und eine so große Fläche bedeckt, dass sich darauf ein charakteristisches Waldklima entwickeln kann“. Nach § 2 des deutschen Bundeswaldgesetzes ist ein Wald „… jede mit Forstpflanzen bestockte Grundfläche. Als Wald gelten auch kahlgeschlagene oder verlichtete Grundflächen, Waldwege und Lichtungen“.

## Wortherkunft und Begrifflichkeiten
Das Wort Wald (von gleichbedeutend mittelhochdeutsch/althochdeutsch walt) beruht auf einem rekonstruierten urgermanischen *walþu ‚Büschel‘, in diesem Fall ‚Laubwerk‘, ‚Zweige‘, das seinerseits aus indogermanisch *wolɘt ‚dichtbewachsen‘ hervorgegangen sein könnte. Auch eine Verwandtschaft zu lateinisch vellere ‚rupfen‘ (vgl. Wolle) ist möglich.
Der umgangssprachliche Begriff Wald deckt sich in den typischen Fällen auch mit den fachlichen Definitionen. Zu den Bedeutungsrändern hin wird der Begriff unscharf und umfasst Flächen und Vegetationsformen, die je nach Auffassung und verwendeter Definition entweder als Wald gelten können oder nicht. Bei einem weltweiten Überblick wurden allein in juristischem Zusammenhang 63 voneinander verschiedene, nationale Definitionen von „Wald“ gezählt, für den für die Definition wesentlichen Begriff „Baum“ 149 Definitionen. Wichtig ist die Abgrenzung zum Beispiel gegenüber Plantagen aus Baumarten (zum Beispiel auch Energieholz-Plantagen, Ölpalmen-Plantagen) baumbestandenen Parks und Grünanlagen, zumindest teilweise baumbestandenem Weideland (im englischen Sprachraum unter rangeland gefasst, z. B. auch Almen) und offenen, zum Beispiel durch Beweidung oder Übernutzung degradierten, nur teilweise baumbestandenen Flächen, aber auch natürlicherweise teilweise offenen Baumsavannen.
Neben zahlreichen anderen, teilweise metaphorischen Verwendungen (wie zum Beispiel „Schilderwald“, „Tangwald“) sind vier Bedeutungszusammenhänge wesentlich. Zu beachten ist, dass gemäß jeder der folgenden Definitionen Flächen als Wald definiert werden können, die nach den anderen jedoch nicht als ein solcher gelten würden:
- Juristische Definition: Wald ist eine Fläche, die unter der jeweiligen Gesetzgebung nach den im Gesetz genannten Kriterien als ein solcher definiert ist. Im deutschsprachigen Raum sind dies in Deutschland das Bundeswaldgesetz,[7] in Österreich das Forstgesetz[8] und in der Schweiz das Waldgesetz (WaG)[9]. Gemäß dieser Definitionen sind auch nicht-baumbestandene Flächen enthalten (forstlich teilweise als „Nichtholzboden“ bezeichnet): zum Beispiel Wildwiesen, Holzlagerplätze, Sturmwurfflächen[10] und Kahlschläge.[11]
- Ökonomische Definition: Wald ist jede Fläche, die forstwirtschaftlich genutzt wird (Wirtschaftswald bzw. Forst). Gemäß dieser Definition sind gärtnerisch und landwirtschaftlich genutzte Flächen kein Wald, beispielsweise Energieholzplantagen, Weihnachtsbaumkulturen, Waldweiden mit vorwiegender Weidefunktion, spontan wiederbewaldete Brachen, aber auch dicht baumbestandene Stadtparks und Waldfriedhöfe.
- Vegetationsstrukturelle Definition: Wald ist eine baumbestandene Fläche einer bestimmten Ausdehnung mit einem Mindest-Deckungsgrad der Baumschicht. Gemäß dieser Definition verliert eine Fläche ihren Waldcharakter, wenn der Anteil der Bäume pro Flächeneinheit einen bestimmten, definierten Schwellenwert unterschreitet.[12] Dies ist vor allem in Regionen der Welt mit schwach entwickelter Verwaltung oder in sehr unzugänglichen Regionen aktuell von Interesse, bei denen der Waldanteil mit Fernerkundung per Satellitenmessung bestimmt wird. So hängt zum Beispiel die in Statistiken und Aufstellungen angegebene Waldfläche der Erde insgesamt in kritischer Weise von der Wahl des Schwellenwerts ab. Dieser unterliegt, z. B. in Klimaschutz-Abkommen, politischer Einflussnahme.[13]
- Ökologische Definition: Wald umfasst Biozönosen, deren Lebensgemeinschaft durch Arten gekennzeichnet ist, die an waldtypische ökologische Faktoren bzw. Standortfaktoren angepasst sind, insbesondere an eine reduzierte Beleuchtungsstärke, das Waldinnenklima und die Waldböden. Gemäß dieser Definition hängt Wald kritisch von einer Mindestgröße ab, die notwendig ist, um das Minimumareal der Arten zu gewährleisten. Diese Fläche kann deutlich größer sein als es juristische Definitionen vorsehen oder bestimmen.[14][15]

International bedeutsame Walddefinitionen sind zum Beispiel:
- Definition der FAO: Wald umfasst natürliche und angepflanzte Wälder (plantations). Der Begriff wird verwendet für Landflächen mit einem Mindestanteil der Kronenfläche der Bäume von 10 %, auf einer Fläche von mindestens 0,5 ha. Wälder werden sowohl durch das Vorkommen von Bäumen, wie durch das Fehlen anderer vorherrschender Landnutzungsformen definiert. Die Bäume müssen eine Mindesthöhe von 5 m erreichen können. Jungbestände, deren Bäume die notwendige Kronenfläche und Höhe bisher nicht erreicht haben, bei denen dies aber später zu erwarten ist, und nur vorübergehend unbestockte Flächen werden zum Wald gerechnet. Der Ausdruck umfasst Wälder, die für die Produktion, den Schutz, den Naturschutz oder mehrere dieser Zwecke genutzt werden (zum Beispiel Nationalparks, Naturschutzgebiete und andere Schutzgebiete), und auch Waldbestände der Agrarlandschaften, wie zum Beispiel Windschutzpflanzungen, mit einer Mindestbreite von 20 Metern, Kautschuk- und Korkeichen-Plantagen. Ausdrücklich landwirtschaftlichen Zwecken dienende Baumbestände, wie zum Beispiel Obstbaumplantagen, und Agrarforstsysteme sind ausgeschlossen.[16] Die Definition der FAO schließt jedoch Baum-Plantagen beispielsweise von Eukalypten nicht aus, die ökologisch als weitgehend wertlos gelten. Gegen diese Walddefinition regt sich daher unter Nichtregierungsorganisationen heftiger Widerstand.[17][18] Die Organisationen Timberwatch, Rettet den Regenwald und andere haben daher während des World Forestry Kongresses 2015 in Durban eine Petition an die FAO übergeben, die Definition zu ändern.[19][20]

- Definition der UNESCO: Geschlossener Wald (forest) umfasst gemäß der Definition der UNESCO Bestände von Bäumen mit einer Wuchshöhe größer als 5 m (in borealen Gebieten: 3 m, in den Tropen: 8–10 m), deren Kronendach geschlossen ist. Bestände mit Wuchshöhe größer als 5 m mit offenem Kronendach werden als „Offenwald“ (woodland) definiert, sofern ihre Deckung 40 % überschreitet (d. h., der Abstand zwischen zwei Baumkronen höchstens dem Durchmesser der Krone entspricht).[21]
- Definition der UNFCCC: Wald ist gemäß der Definition der UNFCCC eine mit Bäumen bestandene Landfläche von mindestens 0,05–1 ha Fläche mit einem Deckungsgrad der Baumkronen (oder entsprechendem Bestockungsmaß) von mehr als 10–30 %, mit Bäumen, die eine minimale Wuchshöhe von 2–5 m in situ erreichen können. Ein Wald kann entweder geschlossen sein, wenn Bäume der verschiedenen Stockwerke und der Unterwuchs einen hohen Prozentsatz des Bodens überdecken, oder auch offen. Natürliche Jungbestände und alle Pflanzungen (plantations), welche eine Kronendeckung von 10–30 % oder Höhe von 2–5 m erst später erreichen können, werden unter Wald gerechnet, wie auch dazugehörige Flächen, welche temporär durch menschliche Einflüsse wie Kahlschlag oder aus natürlichen Gründen unbestockt sind, wenn ihre Rückentwicklung zum Wald zu erwarten ist.[22] Die Unterzeichnerstaaten des Kyoto-Protokolls können aus den in der Definition offen gelassenen Spannbreiten frei einen für ihr Land geltenden Wert auswählen, es wird aber erwartet, dass sie bei dieser Wahl bleiben, also nicht später den Waldanteil durch Veränderung der Schwellenwerte nach oben oder unten verändern bzw. manipulieren.[23]

## Klimatische Bedingungen
Die Verbreitung jeglicher Waldgesellschaften ist vor allem von den klimatischen Wachstumsbedingungen für Bäume abhängig: Eine mittlere Lufttemperatur von +6 °C in einer Vegetationsperiode von mindestens drei Monaten bildet die Untergrenze für ungestörten Baumwuchs und etwa 400 mm (in Randlagen bis unter 200 mm) Jahresniederschlag gelten als hygrisches Minimum.
Mit abnehmendem Niederschlag geht der Wald in baumfreie Offenlandschaften über. Für Hochlagen und kalte Klimate ist die Dauer der Vegetationsperiode für den Erfolg der Vegetation entscheidend. Ab einer (je nach Klimazone unterschiedlichen) bestimmten Meereshöhe beziehungsweise einer hohen geografischen Breite (zumeist jenseits der Polarkreise) gibt es eine Waldgrenze, jenseits derer der Baumbewuchs immer offener wird und zunehmend Krüppelformen aufweist. Auf diese Krummholzzone folgt die Baumgrenze, oberhalb derer überhaupt keine Bäume mehr wachsen können.
Laut einer Studie der ETH Zürich gibt es weltweit schätzungsweise 3040 Milliarden Bäume.

## Waldökosysteme und Verbreitung

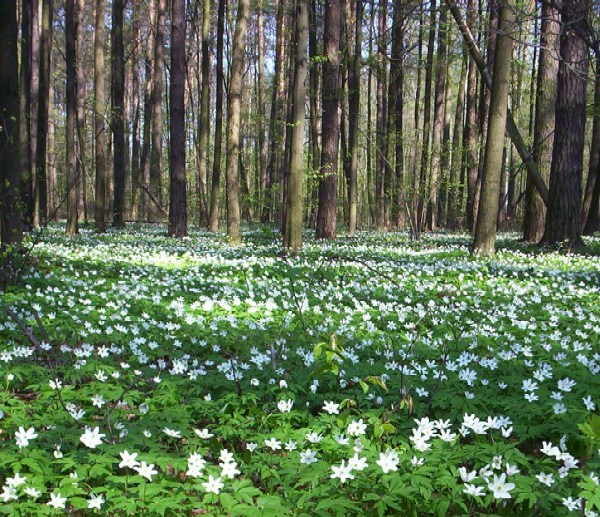
Mischwald in Radziejowice (Zentral-Polen)

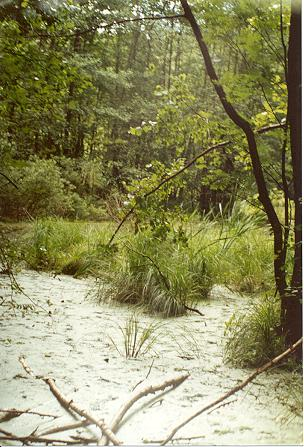
Erlenbruchwald bei Posen (Polen)

Wälder sind komplexe Ökosysteme. Mit optimaler Ressourcenausnutzung sind sie das produktivste Landökosystem. Nach den Ozeanen sind sie die wichtigste Einflussgröße des globalen Klimas. Sie stellen gegenüber anderen Nutzungsformen global die einzig wirksame Kohlendioxidsenke dar und sind die wichtigsten Sauerstoffproduzenten. Sie wirken ausgleichend auf den globalen Stoffhaushalt. Ihr Artenreichtum ist ein unschätzbarer Genpool, dessen Bedeutung zunehmend auch in der Industrie erkannt wird.
Im Allgemeinen werden Waldökosysteme nach drei Leitkriterien untergliedert:
- Arteninventar: Welche Arten kommen in einem Wald vor?
- Struktur (horizontale und vertikale Dimensionen): Wie hoch sind die Bäume? Wie dicht stehen sie? Welche vertikalen Schichten sind vorhanden (Krautschicht, Strauchschicht, Baumschichten usw.)?
- Abläufe: Welche Prozesse laufen wie ab (Nährstoffkreislauf, Nahrungskette, Sukzession, Bestäubung und viele andere Prozesse)?

### Räumliche Einteilung
Die Entwicklung zu den verschiedenen Waldformationen ist insbesondere auf klimatische Faktoren zurückzuführen. Die vorherrschenden Temperaturen und Niederschläge sowie ihr Jahres- und Tagesgang in den unterschiedlichen Klimazonen der Erde haben zu den Vegetationszonen, Zonobiomen und Ökozonen geführt, denen jeweils bestimmte Waldtypen zugeordnet werden. Zudem führt der thermische Höhengradient in den Höhenstufen der Gebirge zu verschiedenen, überlagernden Orobiomen. Hier entstanden die extrazonalen Bergwaldformen der Gebirgsklimata, die den vergleichbaren zonalen Wäldern mehr oder weniger ähneln. Schließlich bedingen besondere edaphische Standortverhältnisse (etwa Dünen, Felsen, Moore, Küsten) azonale Waldtypen wie Au-, Sumpf-, Bruch- oder Mangrovenwälder, die ebenfalls von den typischen zonalen Waldformationen der jeweiligen Umgebung abweichen.
Da geschlossene Wälder typische Pflanzenformationen humider Klimate mit mindestens mehrmonatigen gemäßigten Temperaturen sind, gehen sie bei zunehmender Aridität und Kälte über immer offeneres Wald- und Buschland in gehölzfreie Vegetationstypen über: So etwa in der borealen Zone über die Waldtundren in die Tundren und Kältewüsten, in der gemäßigten Zone über die Waldsteppen in die Steppen und winterkalten Wüsten, sowie von den Subtropen über die Macchie und von den Tropen über die verschiedenen Savannentypen in die heißen Wüsten.
Die ausgedehntesten Waldgebiete der Erde sind die tropischen Regenwälder um den Äquator und die borealen Wälder der kaltgemäßigten Gebiete der Nordhalbkugel (Skandinavien, Russland, Alaska und Kanada).
Wald-Ökosysteme sind als naturbelassene „Urwälder“ weder ein zeitlich starres noch ein räumlich homogenes Gebilde, sondern Mosaike aus zonaler, azonaler und extrazonaler Vegetation, deren einzelne Flächen (Patches) dem Einfluss der Tierwelt (Insektenfraß, Wildverbiss, Samenverbreitung durch Tiere u. ä.) sowie einer periodischen Entwicklung unterworfen sind.

### Zeithorizonte
Die unterschiedlichen Einflüsse, zeitliche Faktoren als Grundlage der Waldentwicklung sowie die resultierende Schlusswaldgesellschaft werden im Mosaik-Zyklus-Konzept und der Megaherbivorentheorie diskutiert.
Ökologisch lässt sich eine Einteilung nach Sukzessionsstadien vornehmen: Das Mosaik-Zyklus-Konzept beschreibt die Formen der potenziell natürlichen Waldentwicklung. Zu einer vollständigen Artenausstattung (Flora und Fauna) von Klimaxwaldgesellschaften bedarf es Jahrhunderte ununterbrochener Bestockung. Auch die durch menschliche Nutzung eingestellten Bestandsformen lassen sich in natürlich vorkommende Sukzessionsstadien einordnen.
Die Megaherbivorentheorie misst den großen Pflanzenfressern eine größere Bedeutung in der Waldentwicklung zu. Wie groß ihr Einfluss auf die Vegetation wäre ohne Bejagung durch Menschen, aber mit Bejagung durch die in Mitteleuropa ausgestorbenen oder ausgerotteten Fleischfresser (Karnivoren), ist umstritten.

### Einteilung der Waldgesellschaften nach Vegetationszonen

#### Wälder der Tropen
Zwischen den Wendekreisen der Sonne, in tropischen Klimaten, bildet sich bei entsprechender Feuchteversorgung durch Regen (1800–2000 mm) eine Vielfalt von verschiedenartigen Regen- und Nebelwäldern aus. Ein regionsweise hoher Anteil kann dabei im sogenannten „Kleinen Wasserkreislauf“ aus der Verdunstung des Waldes selbst entstammen, soweit diese Waldflächen eine gewisse Größe nicht unterschreiten.
Ein ganzjähriges Wachstum haben tropische Regenwälder, die die artenreichsten Landökosysteme der Erde sind. Schätzungsweise 70 % aller landgebundenen Arten dieser Erde leben in der tropischen Regenwaldzone. Für diese Produktivität spielt der Boden eine entscheidende Rolle. Die meisten tropischen Regenwälder stehen auf Lateritboden. Dieser ist sehr unfruchtbar, weil er kaum Nährstoffe speichert. In Einflussbereichen des sauren und sauerstoffarmen Schwarzwassers (zum Beispiel am Rio Negro) gedeihen Schwarzwasserwälder. Es gibt Tiefland-Regenwälder und Regenwälder in mittleren Höhenlagen.
Mit zunehmender Höhe gehen in diesem Klima die Regenwälder in Gebirgsregenwälder, Wolken- und Nebelwälder über. In einem Wolkenwald wachsen zahlreiche Epiphyten. Dieser üppige Bewuchs wird nur noch von den Bergnebelwäldern übertroffen, die in den feuchtheißen Tropen ab 2000 m über dem Meer anzutreffen sind. Hier findet man vor allem Hautfarne.
Oberhalb der echten Bergnebelwälder gehen tropische Wälder ab 3100 m Höhe (in Afrika am Kilimandscharo) oder ab 4000 m Höhe in den Anden in einen niederwaldartigen Bewuchs über. Mit zunehmender Höhe beginnt der hochandine Bereich über der Baumgrenze, der Paramo.
In der Gezeitenzone tropischer Küsten wachsen Mangrovenwälder, die allerdings von einem starken Rückgang betroffen sind. Die Flora der Mangrovenwälder beschränkt sich auf eine verhältnismäßig kleine Anzahl von Mangrovenbaumarten mit speziellen Anpassungen an die schwierigen Lebensbedingungen dieses Lebensraums (z. B. Salinität, periodische Überflutung oder Brandung). Die höchste Vielfalt beobachtet man im indopazifischen Raum; Westafrika und Amerika beherbergen nur eine geringe Anzahl von Mangrovenbaumarten. In Richtung auf die nördlichen oder südlichen Verbreitungsgrenzen geht die Artenzahl weiter zurück, so kommt z. B. am Sinai (Ägypten) oder im nördlichen Neuseeland nur eine Art der Gattung Avicennia (Avicennia marina) vor. Trotz der Artenarmut der Flora nutzt eine Vielzahl von Tieren die Mangrovenwälder.

#### Wälder der Subtropen
Als Übergänge zu den Regenwäldern bilden sich die Saisonregenwälder, die in mehr oder weniger regelmäßigeren Abständen nicht durch Regen bewässert werden. Sie wachsen in Gebieten, die noch meistens niederschlagsreich sind, aber schon eine kürzere Trockenzeit aufweisen.
In den Subtropen bilden sich unter dem Einfluss von Jahreszeiten in der Nähe der Wendekreise die Monsunwälder, die von den mit den namensgebenden Winden herangetragenen Regengüssen bewässert werden. Diese Regenzeitwälder haben keine typische Form, sind sehr variabel und prägen sich je nach Dauer der Trockenheit aus. Sie werfen unter normalen Umständen durch Trockenheit deutlich Laub ab. Die Lorbeerwälder der immerfeuchten Ostseitenklimate sind hingegen wieder immergrün.
Trockenkahle Wälder gedeihen in Gebieten mit länger anhaltenden jährlichen Trockenzeiten und werfen in solchen vollständig ihr Laub ab. Sie grenzen an Passat- und Monsunwälder einerseits und an Dornwälder andererseits. Sie werden häufig bewirtschaftet und sind durch die Nachfrage an Teak und Mahagoni schon nicht mehr in ihrem natürlichen Zustand. Die Afrikanische Variante der trockenkahlen Wälder heißt Miombo.
Bei länger anhaltenden Trockenzeiten können in Venezuela, Brasilien, Indien, Nepal und Afrika nur noch Dornwälder gedeihen. Sie bestehen aus Schirmakazien, Mimosen- und Caesalpinaceen-Arten. Die trichterförmigen Kronen der Bäume stehen schütter und fangen den geringen Sommerregen auf. Einige Dornwälder sind auch durch die menschliche Nutzung aus trockenkahlen Wäldern entstanden.
Bei weiter abnehmenden Niederschlagsmengen entstehen Sukkulentenwälder und schließlich die Savanne. Neben der Beweidung, der Brandrodung und dem Holzfällen des Menschen üben Termiten einen Einfluss auf die Wälder der Subtropen aus.

#### Wälder der warmtemperierten Zone

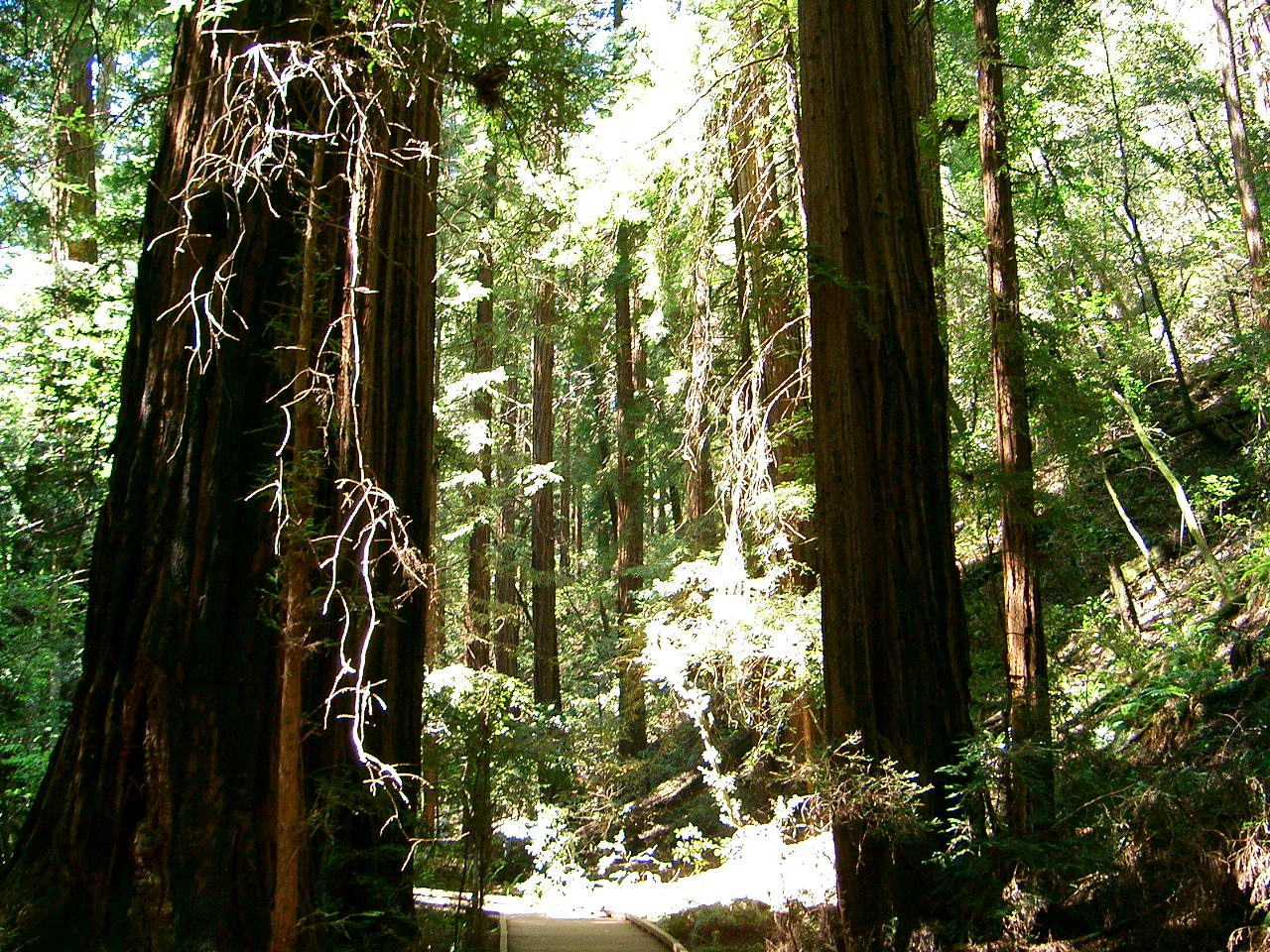
Muir Woods National Monument

In dieser Zone finden sich sowohl Hartlaubwälder als auch Laubwälder warm-feuchter Klimate. Erstere sind geprägt durch Hartlaubvegetation, also immergrüne Pflanzen mit Anpassungen an lange Phasen der Trockenheit im Sommer. Man findet diesen Bereich z. B. am Mittelmeer. Eine typische Baumart in solchen Wäldern ist die Steineiche.
Laubwälder warm-feuchter Klimate wachsen an der Ostseite der Kontinente mit kräftigen Monsunregen im Sommer und hohen Temperaturen; außerdem bei sommertrocken-winterfeuchtem Klima, wenn eine regelmäßige Wolkenbildung die Sommertrockenheit abschwächt.

#### Wälder der kühltemperierten Zone
auch Nemorale Zone (bisweilen differenziert für die Nordhalbkugel und Australe Zone für die Südhalbkugel)
- Sommergrüner Laubwald und Mischwald der gemäßigten Zone
- Bruchwald
- Auwald
- Gemäßigter Regenwald

#### Wälder der boreonemoralen Übergangszone
- Hemiboreale Nadel-Laubmischwälder

#### Boreale Wälder
Der boreale Nadelwald (Taiga) umfasst einen Bereich von 1,4 Milliarden ha (14 Millionen km²) bzw. etwa ein Drittel der Gesamtwaldfläche der Erde. Etwa 150 Millionen ha davon sind jedoch, bedingt durch Sturm oder Feuer, vorübergehend nicht bestockt. Die boreale Klimazone schließt sich an den Süden der arktischen Tundra an und umfasst eine Nord-Süd-Ausdehnung von 700 km in Europa und Nordamerika sowie bis zu 2000 km in Sibirien. Die West-Ost-Ausdehnung umfasst das gesamte Eurasien von Norwegen bis Kamtschatka, dazu Kanada. Sie ist somit das ausgedehnteste geschlossene Waldgebiet der Erde. Boreale Wälder existieren nur auf der Nordhalbkugel. Die Vegetation wird in der Baumschicht von Nadelhölzern dominiert, insbesondere Sibirische Lärche, Fichten, Zirbelkiefer und Gemeine Kiefer.

## Natürlichkeit

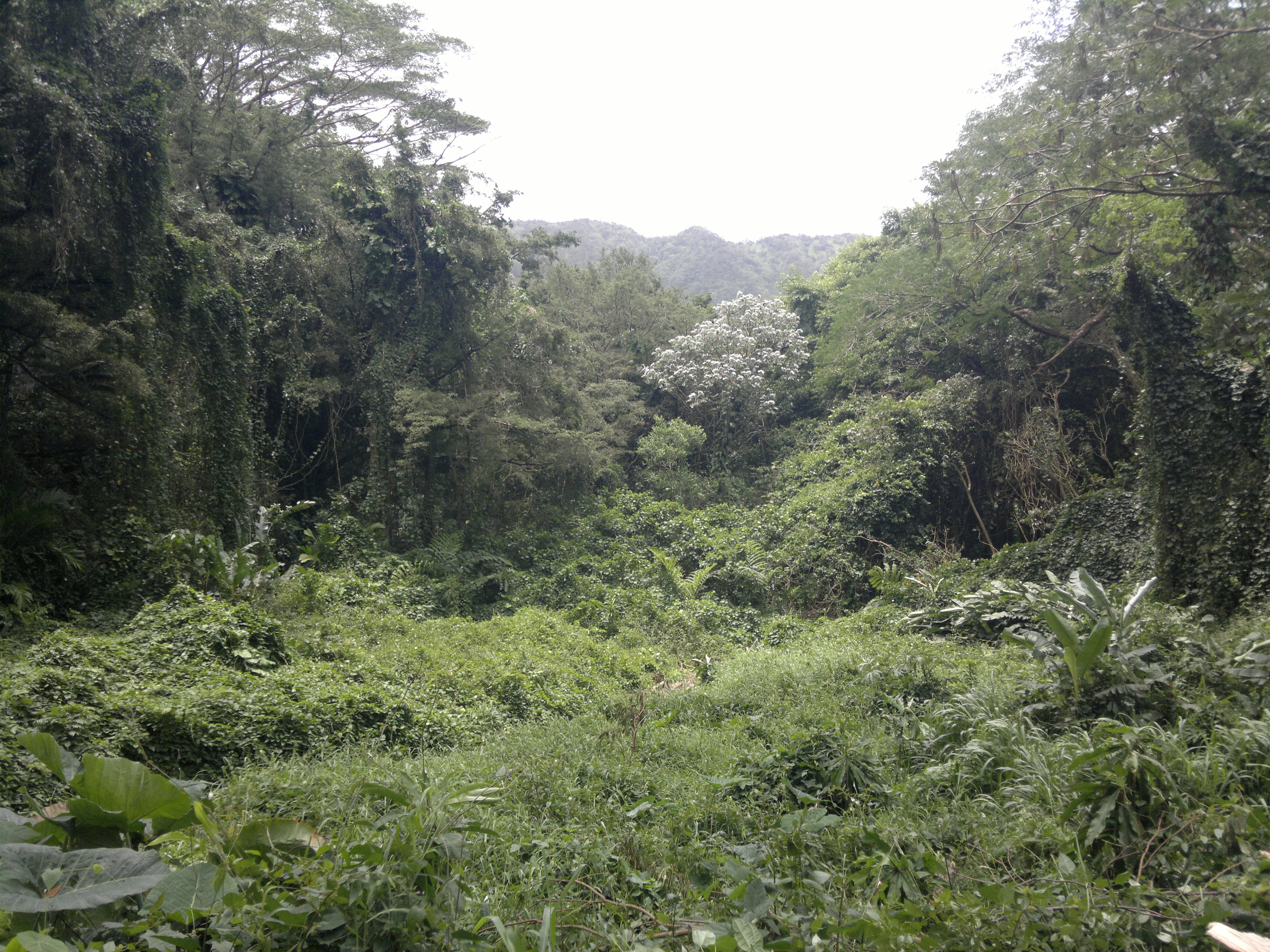
Urwald im Manoa-Tal, Oʻahu

Wälder kommen ihrem natürlichen (ahemeroben) Zustand umso näher, je weniger ihre Baumartenzusammensetzung durch kulturellen menschlichen Einfluss verändert ist und je weniger ihre Zusammensetzung und Organisationsweise von der zusätzlichen Zufuhr von Energie in die biologischen Produktionsprozesse über die einstrahlende Sonnenenergie hinaus abhängig ist.

### Urwälder

Die intakten Waldlandschaften innerhalb der waldbedeckten Gebiete der Erde (Intact Forest Landscapes, IFL) sind vollkommen unzerschnittene, weitgehend unbewohnte, ökologisch intakte, naturgewachsene Waldlandschaften mit einer Mindestgröße von 50.000 ha und einer Mindestbreite von 10 km, die nicht forstwirtschaftlich genutzt werden und in den letzten 30–70 Jahren auch nicht anderweitig industriell genutzt wurden. Das IFL-Konzept wurde entwickelt vom World Resources Institute und weitergeführt u. a. von Global Forest Watch und Greenpeace. Es basiert vor allem auf der Auswertung von Satellitenbildern.

Urwälder (auch: Primärwälder) sind die natürlichsten Waldökosysteme. Sie sind nach Definition der FAO (Food and Agriculture Organization of the United Nations) Waldgebiete, die eine natürliche Vegetation aufweisen, ohne sichtbaren menschlichen Einfluss sind und deren natürliche Dynamik ungestört verläuft. Weltweit entsprachen im Jahr 2005 etwa 36 % aller Wälder diesen Kriterien, wobei auch bereits wiederhergestellte Wälder dieser Definition der FAO genügen können. Die Fläche wird um jährlich 6 Millionen ha reduziert.
Umgangssprachlich versteht man unter Urwald häufig nur den tropischen Regenwald, der Begriff bezieht sich aber auch auf die Taiga der Nordhalbkugel, auf Bergwald, auf Busch weltweit und auf viele andere Waldformationen.

#### Urwälder außerhalb Europas
Nach der strengen IFL-Definition (siehe Kartenerläuterung) sind nur noch 21 % der Wälder der Erde unberührte Urwälder, wobei Französisch-Guyana mit 79 % den höchsten Anteil von Urwald am Gesamtwald verzeichnet.
Den größten Anteil an der gesamten Urwaldfläche weltweit haben mit jeweils rund 36 % die Urwälder Südamerikas (größtenteils Tropischer Regenwald) sowie die borealen Nadelwälder in der kaltgemäßigten Zone im Norden Nordamerikas und Eurasiens. Die übrigen Urwälder Eurasiens in der kühlgemäßigten Zone, Subtropen und Tropen machen weitere 15 % aus, darauf folgt Afrika mit knapp 8 %. Nach der Studie Frontier Forests des World Resources Institute von 1997 entfällt der geringste Flächenanteil der Urwälder der Erde mit 3 % auf die sommergrünen Laubwälder und Mischwälder der kühlgemäßigten Zone.
Trotz weltweiter Anstrengungen zum Schutz der Urwälder ging ihre Fläche von 2000 bis 2013 um 7,2 % zurück, was rund 90 Millionen Hektar und damit etwa der Fläche Nigerias entspricht. Rund 60 % des Rückgangs entfiel auf die tropischen Regenwälder (vor allem im Amazonasbecken, zudem im Kongobecken und in Südostasien), 19 % auf die borealen Nadelwälder in der kaltgemäßigten Zone. 52 % der Verluste aller IFL liegen in den drei Ländern Kanada, Russland und Brasilien, in denen aber auch zwei Drittel aller IFL-Gebiete liegen. Global gelten nur 12,4 % der IFL als geschützt.

#### Urwälder Europas

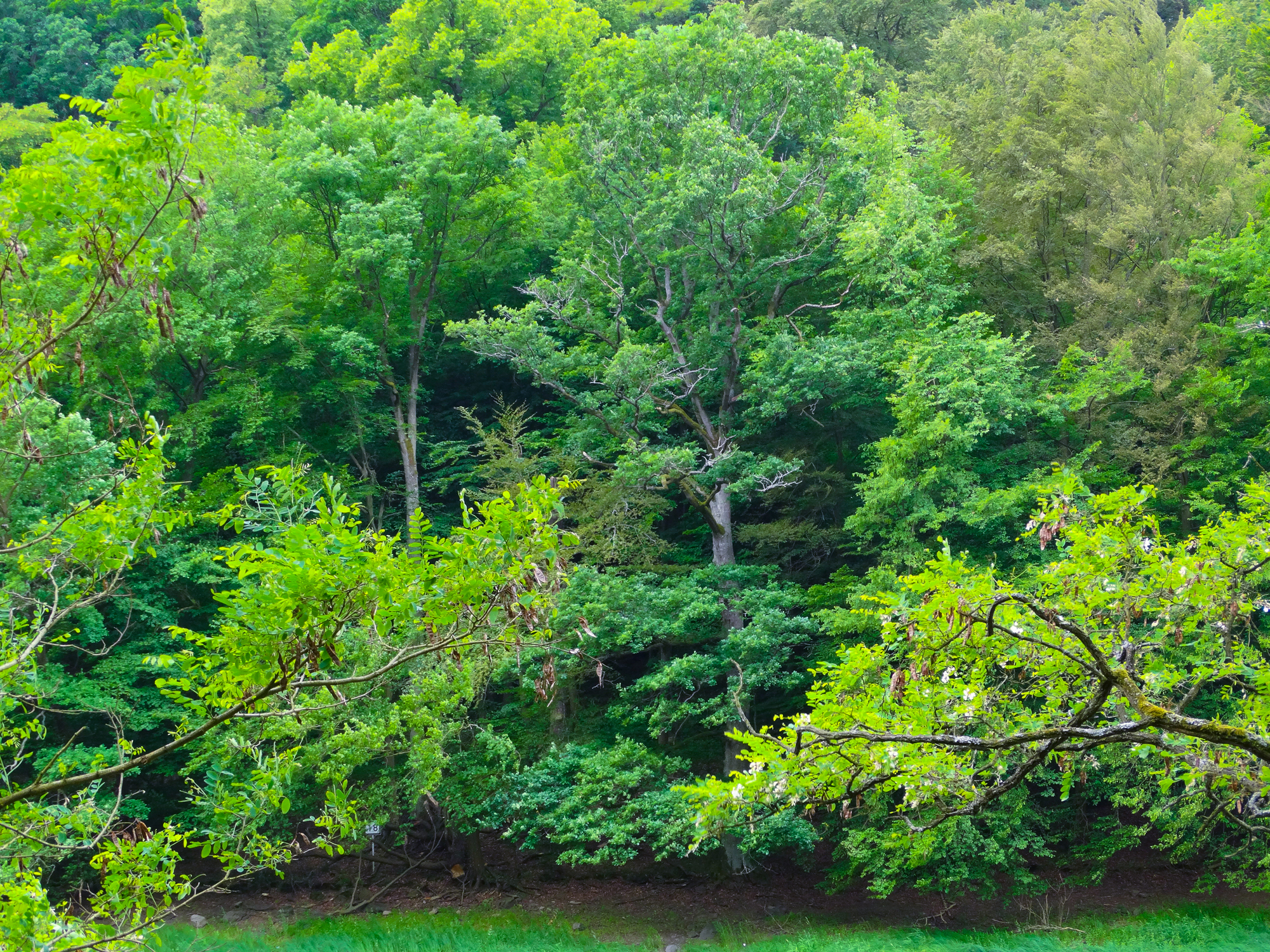
Extrem selten: Urwälder der Laubwaldzone in Europa. Deutschland stellt naturnahe Altwaldflächen für die „Urwälder von morgen“ unter Prozessschutz (hier Nationalpark Kellerwald).

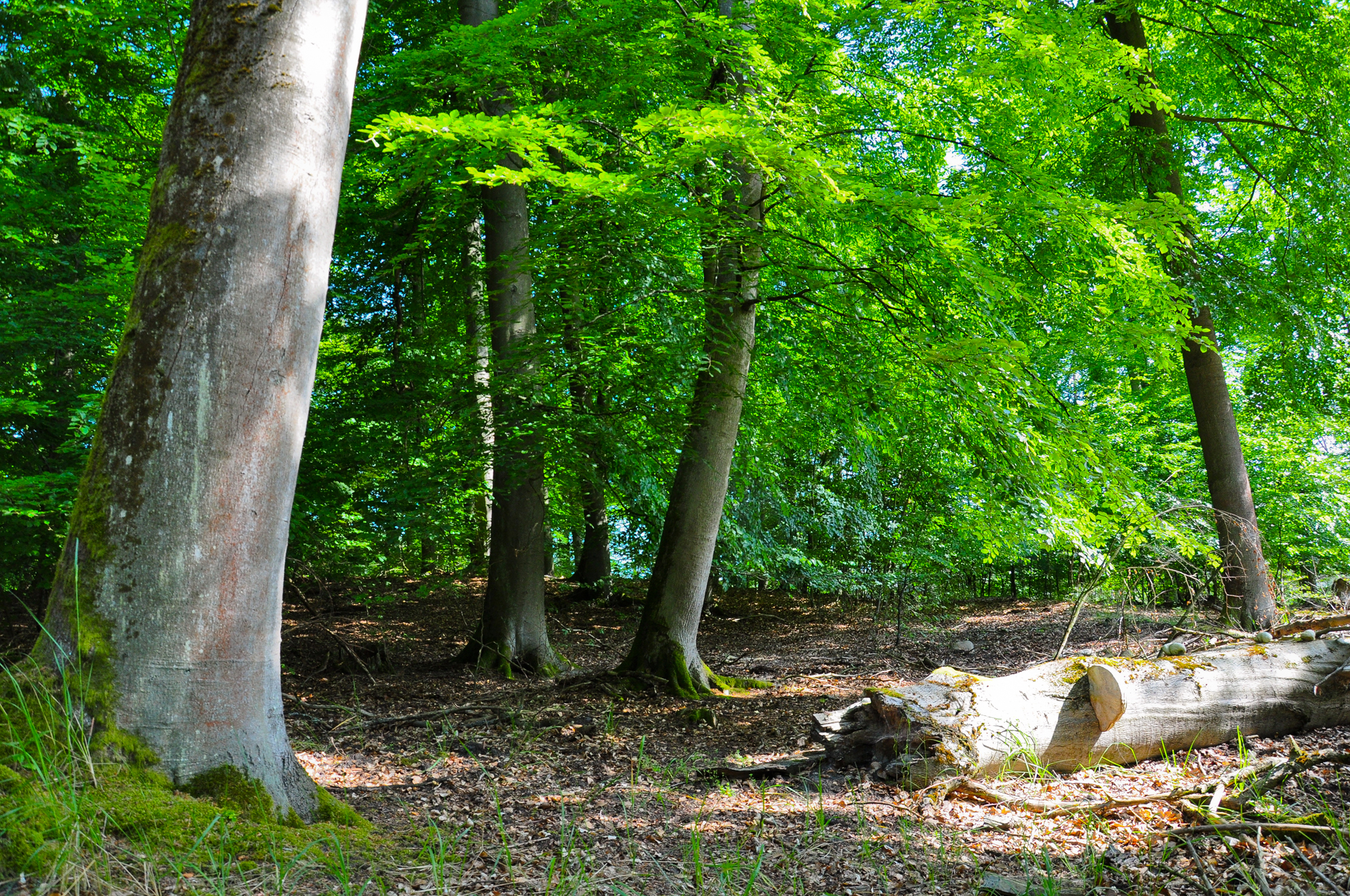
Serrahner Altwald im Nationalpark Müritz, einer der wertvollsten urwaldähnlichen Buchenwälder Deutschlands

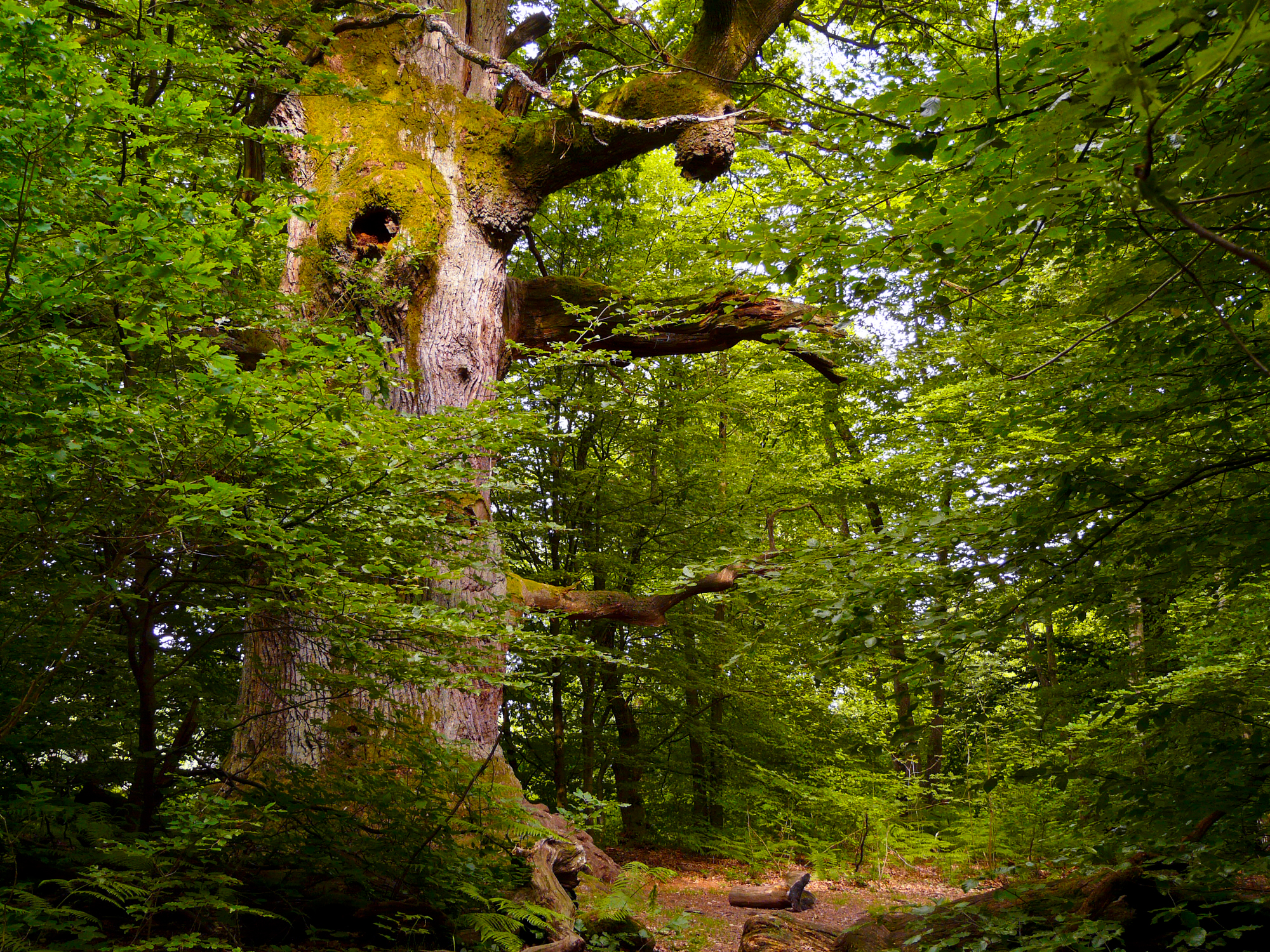
Der sogenannte „Urwald Sababurg“ in Nordhessen wurde früher als Hutewald genutzt.

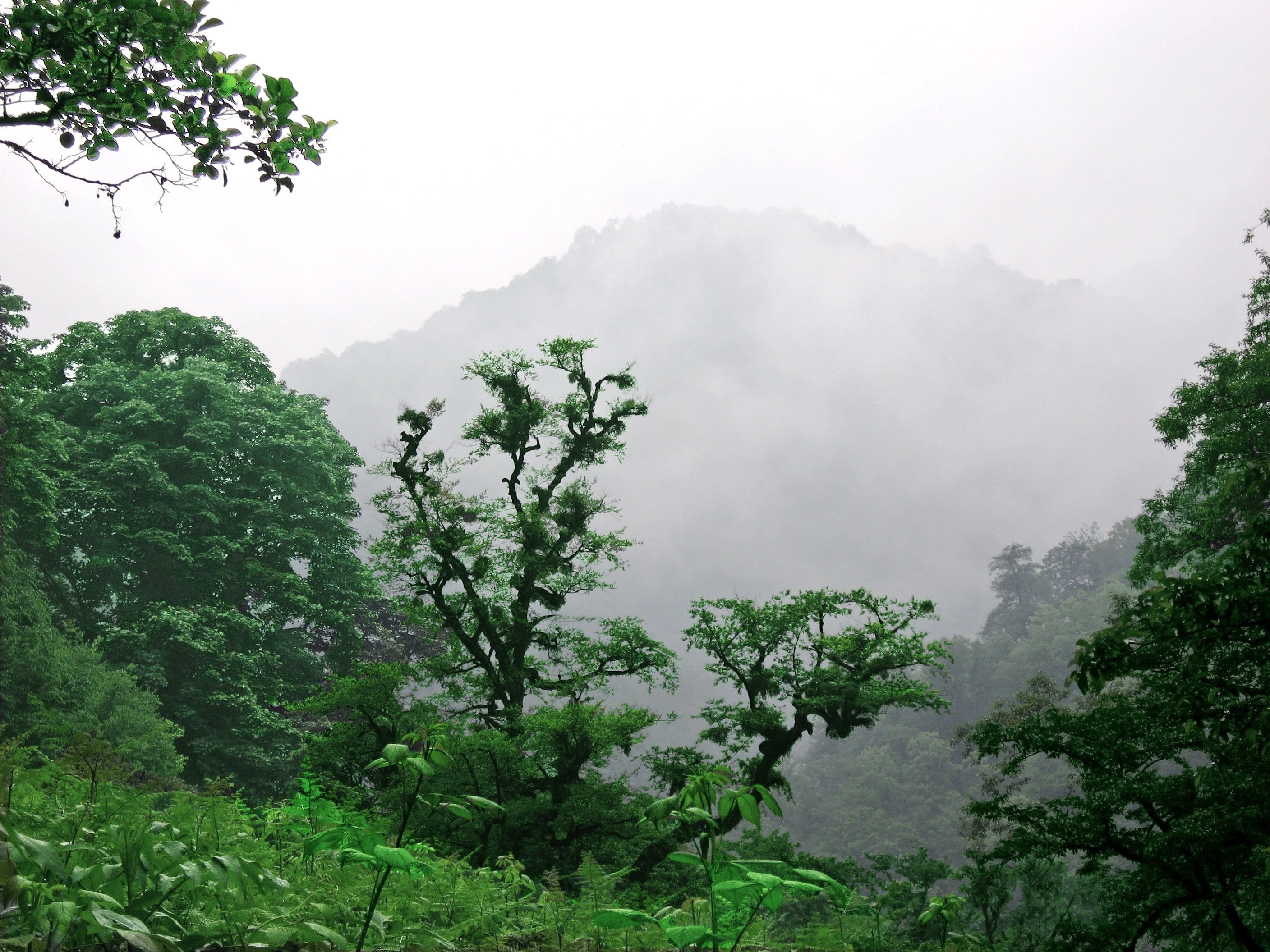
Die mit Abstand größten echten Urwälder europäischer Laubwaldgesellschaften befinden sich südlich des Kaspischen Meeres im Iran.

Nach den IFL-Kriterien gelten in Europa noch 6,4 % als intakte, natürliche Waldökosysteme. Weltweit stellen sie damit weniger als 3 % der Urwälder. Die weitaus größten Urwälder Europas (über 90 %) befinden sich in der Taiga Nordrusslands (westlich des Urals). Außerhalb Russlands existieren die größten Urwaldgebiete in Skandinavien, dort vor allem am Fuße der Skanden in Schweden (rund 1,4 Millionen ha nach IFL-Standard). Gegenüber den außereuropäischen Urwäldern sind jedoch auch diese Wälder vergleichsweise winzig.
Die vorgenannten Urwaldareale sind fast ausschließlich boreale Nadelwälder oder Gebirgswälder, lediglich 1 % der intakten Naturwälder liegen als „Urwaldrelikte“ in den Laub- und Mischwäldern der warmgemäßigten Klimazone. Da die Konzepte über die Wiederbewaldung und Theorien über die potentielle natürliche Vegetation nicht widerspruchsfrei sind, ist es darüber hinaus schwierig, einen Urwald in den seit Jahrhunderten dicht besiedelten und stark genutzten Regionen Europas zu definieren. Besser eignet sich dazu das Mosaik-Zyklus-Konzept, das heute häufiger herangezogen wird.
- Die letzte großflächige Urwaldwildnis der warmgemäßigten Klimazone Zentral-Europas (auch nach IFL-Kriterien)[37] liegt in den westlichen Südkarpaten Rumäniens und ist über 100.000 ha groß (darin u. a. die Nationalparks Retezat und Domogled-Valea Cernei). Auf der aktuellsten IFL-Karte (2000–2013) ist sie jedoch als vollständig degradiert eingezeichnet.[38] In Rumänien befinden sich auch einige bedeutende Rotbuchenurwälder, wie z. B. im Semenic-Gebiet der Westkarpaten. Der dortige Nationalpark Semenic-Cheile Carașului beherbergt einen zirka 5000 ha großen Urwaldbereich mit bis zu 140 cm (Brusthöhendurchmesser) starken und bis zu 50 m hohen Rotbuchen. Das Alter der ältesten Rotbuchen wird mit 350–400 Jahren angegeben. Größter Baum ist eine Bergulme mit einem Brusthöhendurchmesser von 198 cm.
- Rotbuchenurwälder sind auch in den ukrainischen und slowakischen Waldkarpaten erhalten geblieben. Sie zählen seit Juli 2007 zum Weltnaturerbe der UNESCO. Der mit etwa 10.000 ha größte Rotbuchenurwald befindet sich im Uholsko-Shyrokoluzhanskyy-Massiv, einem bis zu 1501 m hohen Kalkmassiv nordöstlich der Stadt Chust.
- Außerdem gelten noch einige Teile der Dinarischen Bergwälder, darunter die Nationalparke Sutjeska in Bosnien und Herzegowina sowie Biogradska Gora in Montenegro, als Urwälder, die mit bis zu 63 m hohen Fichten und 60 m hohen Tannen auch die höchsten Bäume in Europa bergen.
- Ein weiteres bedeutendes Urwaldrelikt der mediterranen Ökozone findet sich zudem im Orjen in Montenegro, wo auch seltene Waldgesellschaften wie der Dinarische Karst-Blockhalden-Tannenwald sowie Schlangenhaut-Kiefer-Felswälder auftreten.
- In Niederösterreich gibt es mit dem Wildnisgebiet Dürrenstein Mitteleuropas größtes Urwaldgebiet mit 3500 ha, wovon etwa 400–500 ha seit der letzten Eiszeit keine Axt mehr gesehen haben.
- Die Bergwälder des Hochgebirges der Alpen sind in ihrem Bestand als relativ naturnah anzusehen, soweit sie abgelegen oder unzugänglich sind. Trotzdem haben sich auch hier weiträumig Ersatzgesellschaften etabliert oder sind durch Almen vollständig ersetzt.
- In der Schweiz gibt es drei Urwaldrelikte: den Bödmerenwald im Kanton Schwyz (mit einem unberührten Kernbereich von rund 150 ha), den Tannenurwald von Lac de Derborence im Kanton Wallis (22 ha) und den Fichtenwald Scatlè[39][40] bei Brigels im Kanton Graubünden (9 ha).
- Ein urwaldähnlicher Mischwald befindet sich im Białowieża-Nationalpark zwischen Polen und Belarus. Dieses Gebiet ist bekannt für seine mächtigen Eichen, Ulmen, Eschen und Linden; die Buche fehlt, da es außerhalb ihres Verbreitungsgebietes liegt.
- In Deutschland gibt es keine echten Urwälder mehr. Urwaldähnliche, naturnahe Relikte minimaler Größe (~20–40 ha) liegen zum Beispiel im und um den Nationalpark Bayerischer Wald (am Höllbachgspreng, Mittelsteighütte und Arberseewand), im Nationalpark Harz, im Thüringer Wald und in Nordhessen (siehe hierzu Nationalpark Kellerwald-Edersee).[41] Urwaldartige Strukturen weisen auch die alten Rotbuchenwälder im Zentrum des Nationalparks Hainich auf, die seit den 1960ern keiner menschlichen Nutzung mehr unterliegen. Mit über 5000 ha befindet sich im Nationalpark Hainich auch die aktuell größte nicht genutzte Laubwaldfläche Deutschlands.

In Vorderasien befindet sich am östlichen Rande des Buchenareals zwischen Elburs-Gebirge und Kaspischem Meer der letzte großflächige, über Relikte hinausgehende Urwald, der teilweise die potentiell natürlichen Waldgesellschaften Mitteleuropas repräsentiert: 300.000 ha von 2.000.000 ha im Iran wurden noch 1998 als „unberührt“ bezeichnet (Kaspischer Hyrcania-Mischwald).

### Naturnahe Wirtschaftswälder
Ein Wald kann als verhältnismäßig naturnah gelten, wenn die Baumpopulation einheimisch und die Zusammensetzung gänzlich oder annähernd natürlich ist. Trotzdem sind solche Wirtschaftswälder ökonomischen Zielsetzungen unterworfen, die eine Festlegung des Erntealters lange vor Erreichen der natürlichen Altersgrenze herbeiführen. In Mitteleuropa sind solche Wälder den Standorten entsprechend oft durch Buchen geprägt, durch Bergmischwälder, Edellaubholz und Kiefern. Nicht autochthone Eichen-Wirtschaftswälder können noch als verhältnismäßig naturnah gelten.

### Naturfernere Wirtschaftswälder
Solche Wälder sind gekennzeichnet durch fremdländische Baumarten mit oder ohne künstlich herbeigeführte eingeschränkte genetische Vielfalt oder durch Baumarten, die an gegebene Standorte nicht angepasst sind. In vielen Gebieten sind dies Kiefern-Fichten-Mischwälder und Mischwälder unter der Beteiligung von Lärche. Noch naturferner sind ungemischte Fichtenkulturen und Lärchenbestände der planaren und kollinen Stufe der Mittelgebirge, in den Alpen sind reine Fichtenwälder über der Fichten-Tannen-Stufe, und darüber die Lärchenstufe heimisch.

### Plantagen
Plantagenwälder stellen die naturfernsten Waldsysteme der Erde dar. Sie bestehen in der Regel aus nur einer einzigen schnellwüchsigen Baumart (oft Eukalypten und bestimmte Kiefern wie beispielsweise Monterey-Kiefer). Plantagen stellen eine Übergangsform zur Landwirtschaft dar und sind gekennzeichnet durch eine intensive Bodenbearbeitung, den regelmäßigen Einsatz von Düngemitteln und Pestiziden und sehr kurze Umtriebszeiten von oft weniger als 10 Jahren. Das Pflanzenmaterial wird durch Züchtungen konstant verbessert. Die Züchtungen werden in der Regel massenhaft geklont. Unter anderem kommen auch genetisch modifizierte Organismen zum Einsatz.
Plantagen zeichnen sich durch eine vergleichsweise sehr hohe Rentabilität (nicht selten im Bereich von 15–20 %) aus; in Mitteleuropa sind Plantagen selten vorzufinden. Pappelkulturen gewinnen jedoch als Energieträger an Bedeutung. Geregelte Forstwirtschaft findet besonders in Ländern der südlichen Hemisphäre beinahe ausschließlich in Form von Plantagen statt.
Umweltschützer warnen, dass Baum-Plantagen ökologisch weitgehend wertlos sind, das Grundwasser schädigen und zu sozialen Konflikten führen. Gegen diese Fake Forests bzw. planted forests regt sich daher unter Nichtregierungsorganisationen heftiger Widerstand. Die Organisationen Timberwatch, Rettet den Regenwald und andere haben daher während des World Forestry Congress 2015 in Durban eine Petition an die FAO übergeben, die Definition von Wald zu ändern.

## Funktionen

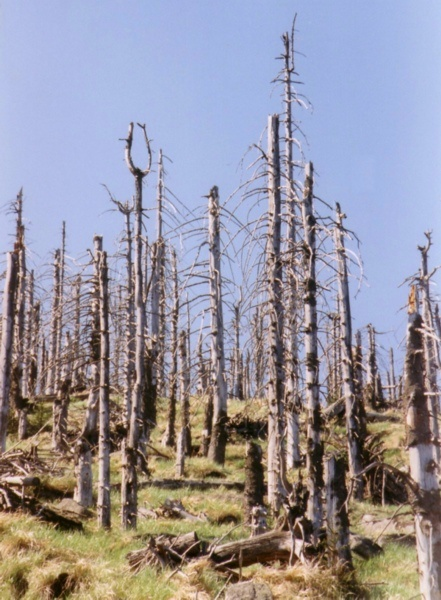
Waldschäden im Erzgebirge

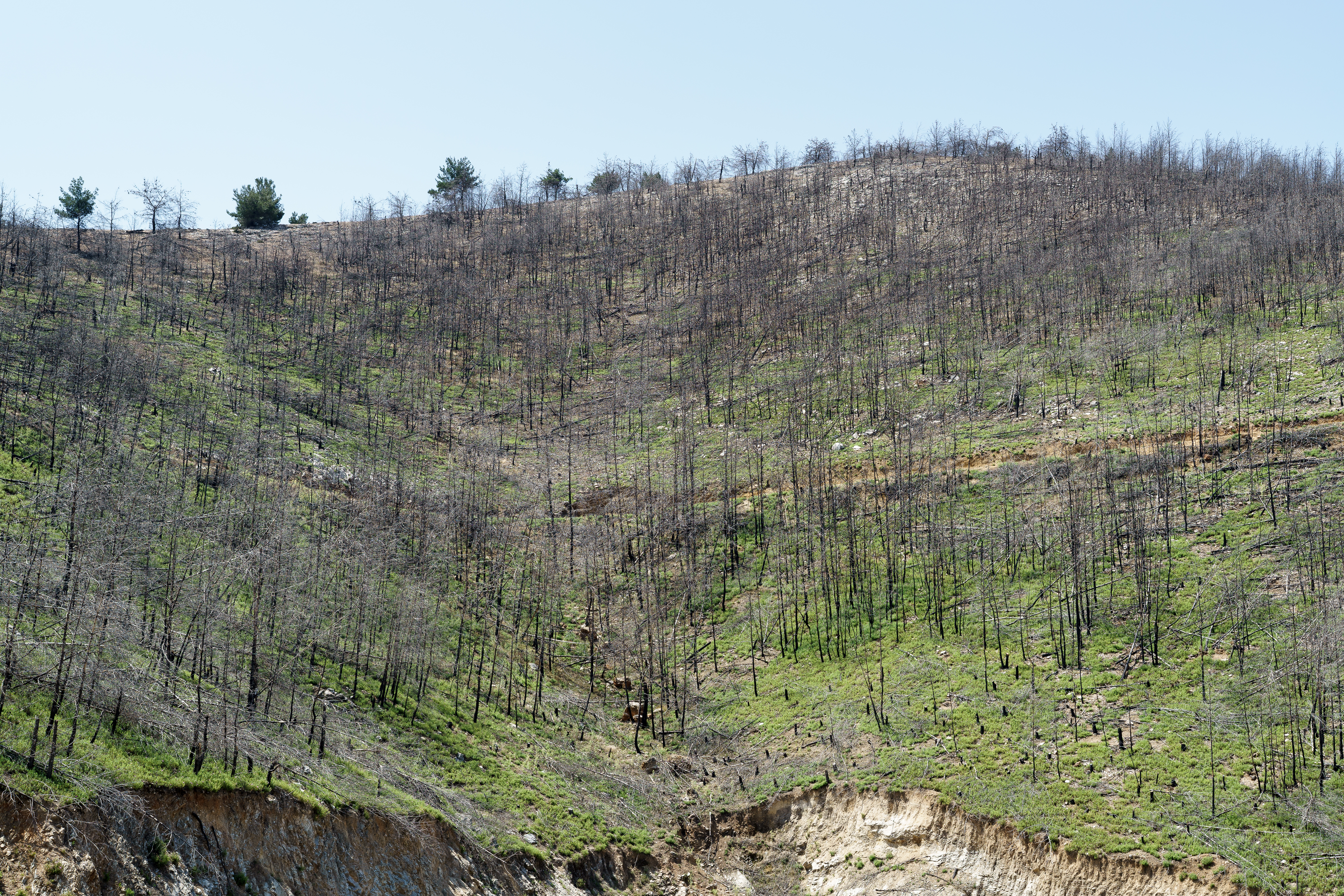
Verbrannter Wald auf Thasos

Wälder erfüllen im Wesentlichen drei Gruppen von Kernfunktionen: die ökonomischen (wirtschaftlicher Nutzen), die ökologischen (Schutz des Lebensraums, der Lebensgrundlagen) und die sozialen Funktionen (Erholung/Freizeitraum). Hinzu kommen noch einige Sonderfunktionen. Manche dieser Funktionen werden durch den Wald ohne Zutun des Menschen erbracht (beispielsweise die Erzeugung von Sauerstoff), andere werden erst durch die Leistungen der Forstwirtschaft ermöglicht (z. B. Waldwege, die auch das Fahrradfahren ermöglichen). Die Realisierung der vielfältigen Funktionen obliegt dem Besitzer des Waldes. Werden alle Funktionen gleichzeitig, ausreichend und ohne Verlust ihrer Grundlage sowie Regenerationsfähigkeit erbracht, so spricht man von nachhaltiger Forstwirtschaft. Für das Jahr 1997 wurden die jährlich weltweit erbrachten Waldfunktionen auf einen Wert von 4,7 Billionen US-Dollar geschätzt. Das entsprach damals etwa einem Viertel des weltweiten Bruttosozialprodukts.
Durch diese Vielfalt der Anforderungen kommt es bei Bewirtschaftung und sonstigen Nutzungen zu Konflikten zwischen verschiedenen Interessengruppen (siehe unten). Ein Streitpunkt ist hierbei bspw., inwieweit ein Waldbesitzer tatsächlich zur alleinigen Erbringung (oft unentgeltlicher) Leistungen durch sein Eigentum verpflichtet ist.
Wälder und Waldstreifen können Verkehrswege und urbane Bereiche optisch abschirmen. Inwieweit sie Verkehrslärm wesentlich reduzieren können, wird oft bestritten, obgleich der Effekt eigentlich leicht messbar ist. Verschiedene Baumarten sind unterschiedlich effektiv in der Lärmminderung. Landschaftsgestaltung und die Art der Bepflanzung neuer Verkehrswege kann den Lärm gezielt weiter vermindern.
Welche Funktionen der Wald zu erfüllen hat, ist bereits ein erster Gegenstand von Diskussionen. Auf internationaler Ebene werden dazu Vereinbarungen zwischen Staaten unter der Beteiligung von Interessengruppen getroffen. Der Katalog der Waldfunktionen wird dabei kontinuierlich erweitert. Nach dem Schema der Ministerkonferenz zum Schutz der Wälder in Europa müssen Wälder derzeit (Februar 2008) 17 Aspekte bzw. Funktionen berücksichtigen.

### Wirtschaftliche Nutzung des Waldes

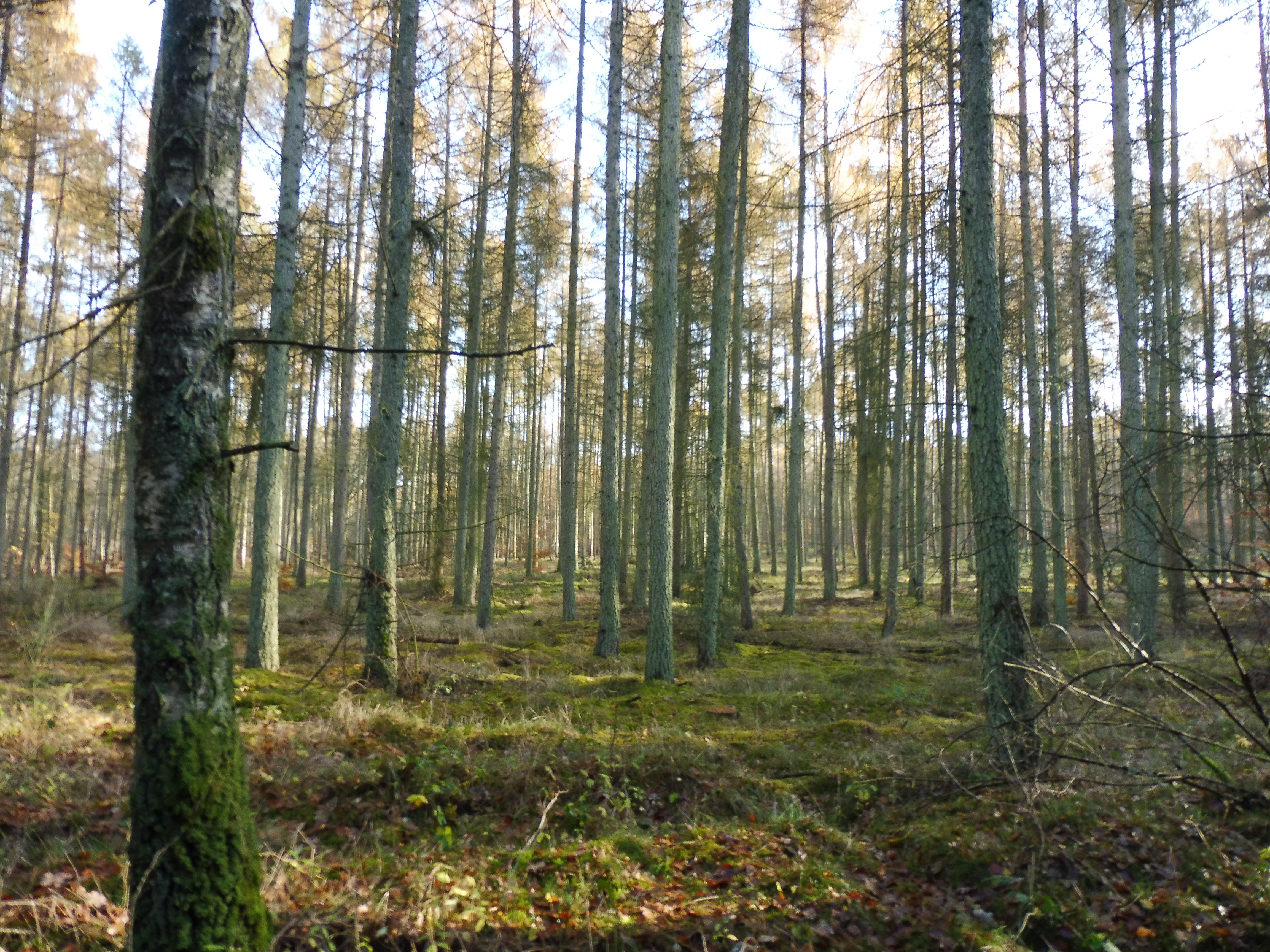
Lärchenforst in Mecklenburg

Es wird in der wirtschaftlichen Nutzung des Waldes unterschieden:
- Holzproduktion zur stofflichen Nutzung als Material (Konstruktionsholz, Zellstofflieferant) oder als Energieträger (Brennholz, Hackschnitzel, Holzkohle)
- intensivierte Nutzung durch Agroforstwirtschaft (Waldfeldbau, engl. agroforestry), insbesondere zur Gewinnung von Biomasse, zunehmend auch in ökologisch aufgewerteter Mischkultur
- Non-timber forest products (NTFP): „Nichtholzprodukte des Waldes“ als Nahrungsmittel und für Heilzwecke (z. B. Heilkräuter, Waldbeeren, Bucheckern, Eicheln, Esskastanien oder sonstige Nüsse), sowie als Werkstoff, z. B. Korkeiche
- Jagd und traditionell auch Viehwirtschaft, insbesondere Eichelmast in der kleinbäuerlichen Schweineaufzucht, noch heute verbreitet in der Extremadura im Südwesten Spaniens (Dehesa)

Die phytogenen (pflanzlichen) Ressourcen – wie z. B. Holz – gehören zu den nachwachsenden Rohstoffen.

#### Historische Entwicklung

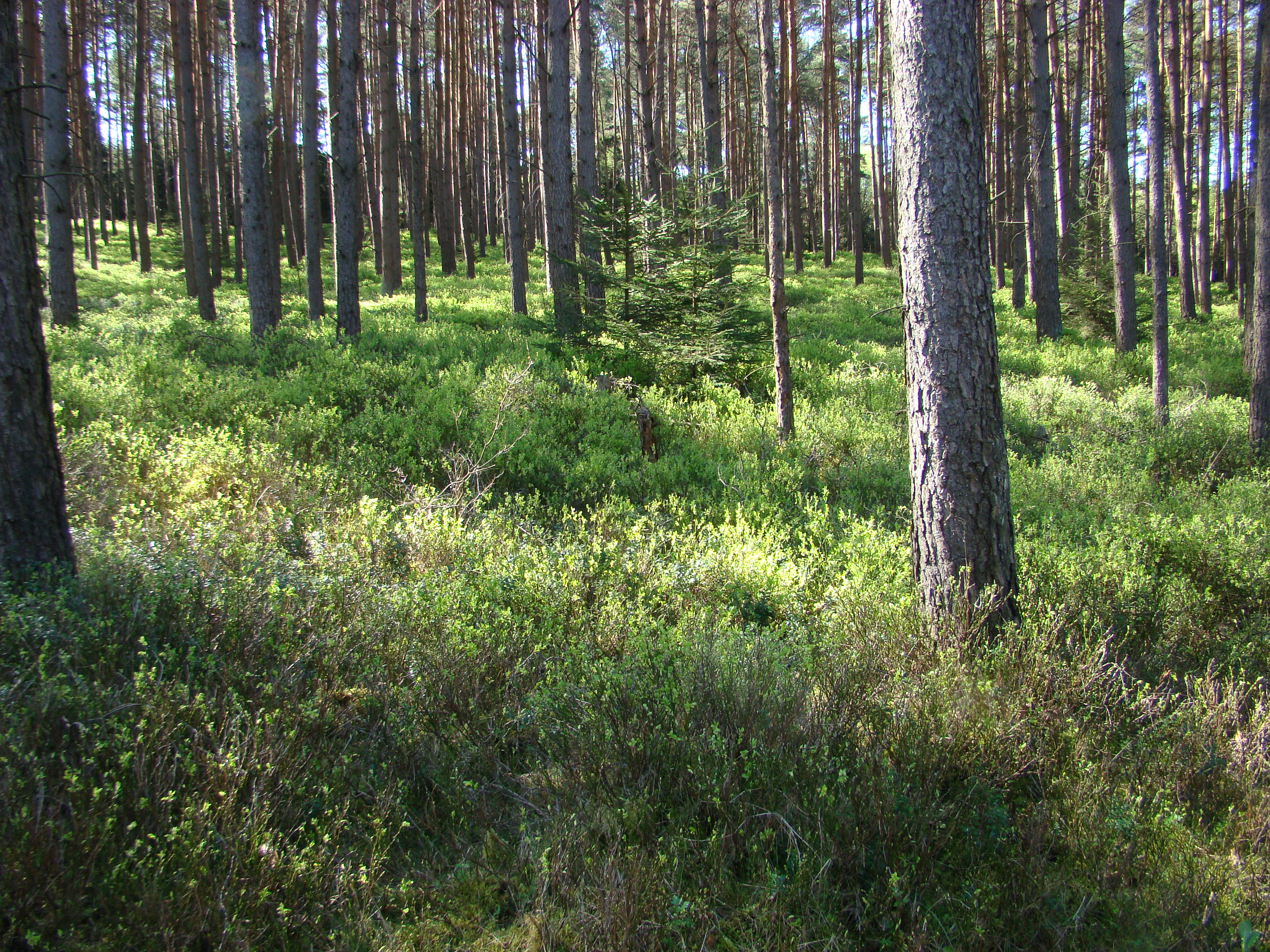
Kiefernwald mit Blaubeersträuchern

Seit der Urgeschichte des Menschen (Jäger und Sammler) werden Bestandteile des Ökosystems Wald als natürliche Ressource genutzt. Neben Tieren zählen dazu auch Wildpflanzen wie Beeren, Kräuter, Faserpflanzen sowie Speisepilze oder Sekrete wie Baumharz, Pech und Ähnliches, Waldweide zur Fütterung von Kulturtieren, Zeidlerei sowie Totholz als Brennstoff. Daneben entwickelte sich schon früh die Nutzung der lebenden Bäume als Brenn-, Werk- und Baustoff: Bis zur wirtschaftlichen Erschließung fossiler Energieträger war Holz aus dem Wald der wichtigste Energieträger. Erst zu Beginn des 18. Jahrhunderts entwickelte sich aufgrund einer durch Raubbau verursachten Holznot die Forstwirtschaft als Konzept zur nachhaltigen Nutzung: Vor dem Hintergrund einer ungeregelten, vernichtenden Übernutzung wurde der Wald zum Forst.
Weltweit haben Wälder einen starken Wandel bezüglich ihrer Nutzung und Ausprägung erlebt. Je nach Nutzungsart und -intensität bilden sich innerhalb eines Waldsystems Ersatzgesellschaften aus, die sich von der natürlich zyklischen Sukzession eines Urwaldes oft erheblich unterscheiden.

#### Forstwirtschaft
Die Forstwirtschaft erbringt auch Dienstleistungen (das genannte Beispiel des Waldwegebaus, die Sicherung dieser Wege) und Güter, die jedoch von den Nutznießern normalerweise nicht bezahlt werden müssen, da eine gesetzliche Grundlage dafür fehlt, oder weil die Märkte nicht existieren. Es liegt somit Marktversagen vor. Dies betrifft insbesondere die CO2-Speicherung und -sequestrierung, Tourismus und Naherholung sowie (besonders im Falle tropischer Regenwälder) genetisches Material. Auch die Erbringung von Boden-, Luft- und Wasserschutzfunktionen und der Erhalt von Biodiversität werden in der Regel nicht vergütet.

#### Ökologische Probleme
Zu ökologischen Problemen bei der zunehmenden Intensivierung der Waldbewirtschaftung können unter anderem eine übermäßige Abfuhr von Biomasse aus dem Wald sowie Bodenverdichtungen durch Forstmaschinen führen.
- außer klassischem Stammholz werden zunehmend auch Schwach- und Resthölzer zur Gewinnung von Hackschnitzeln genutzt und damit dem Ökosystem als Humuslieferant verstärkt wichtige Nährstoffe entzogen. Dies kann zu Nährstoffmangel beim Neuaufwuchs führen, beispielsweise für Kalium und Phosphor, die als wasserlösliche Substanzen im Boden kaum vorkommen und oft nur sehr langsam durch Luftstaub oder Tierkot wieder zugeführt werden.[51]
- Bei der Holzernte verwendete schwerere Maschinen verursachen Bodenverdichtungen und können die empfindliche Struktur lockerer Waldböden dauerhaft schädigen.[52]
- Auch Pestizide, welche gegen Forstschädlinge versprüht werden, z. B. Cyhalothrin, Cypermethrin und Tebufenozid, werden kritisch betrachtet.[53][54][55]

- Die Anlage von Holzwegen oder Verkehrswegen durch Wälder schafft Probleme, insbesondere für wandernde Tiere, aber auch durch den davon ausgehenden Lärm.[56]
- Der Wald zur Erholung generiert durch die Besucher großen Stress für die Waldfauna, insbesondere durch Störungen von Nisttätigkeiten und durch Lärm. Gezielt Maßnahmen können dem teilweise entgegenwirken.[57]
- Eine Gefahr für trockene Wälder, aber auch eine Gefahr, die von ihnen ausgeht, besteht in der Waldbrandgefahr. Bei den untersuchten Waldbränden geht der Großteil auf den Einfluss des Menschen zurück, etwa 2/3 der Waldbrände in Italien 2007 und ein fast ebensogroßer Anteil 2005 und 2006 in Portugal wurden aktiv durch Brandstiftung verursacht.[58] Eine der durch den Menschen mittelbar verursachten Risiken stellt die Entnahme von zu viel Wasser dar. Zur Früherkennung werden „intelligente“ Sensoren entwickelt.[59]

### Schutzfunktionen (Ökologie)
Der Waldbestand gehört zu den wichtigen mikroklimatischen Faktoren.

#### Böden
Wald schützt den Boden, auf welchem er wächst, auf vielfältige Weise vor Bodenerosion. Das Kronendach und der Stockwerkbau des Waldes vermindern die kinetische Energie von Regentropfen, Wind und Wärmeeinstrahlung. Die Durchwurzelung bewirkt eine Festigung des Bodens und schützt gegen Erosion auch durch Wind (Bodenabtragung). Typische Beispiele sind der Mangrovenwald im Küstenschutz oder Wälder als Schutz vor Wüstenbildung und Verkarstung.

#### Geodynamische Massenbewegungen
Der Lawinen-, Steinschlag- und Murenschutz ist als Waldfunktion in steilerem Gelände relevant. Der Entstehung von Lawinen wird vorgebeugt, herabbrechende Lawinen werden durch Wald in ihrer Wucht gebremst und zu großen Teilen abgefangen. Die regulative Kraft des Waldes auf Gesteins- und Erdbewegungen beruht in einer Kombination von Durchwurzelung und dem Puffern der erosiven Kräfte von Wasser (Niederschlag, Versickerung, Wasserabfluss).

#### Wasserspeicher
Neben dem Schutz vor der erosiven Kraft von Wasser haben die Wälder als Wasserspeicher große Bedeutung für den Wasserkreislauf der Erde und die Verfügbarkeit von Trinkwasser und Bewässerung sowie Energiegewinnung durch Wasserkraft. Wälder können Wasser länger und in größerer Menge zur Verfügung stellen, als eine vergleichbare Freifläche. Oberflächenabfluss von Regenwasser wird gebremst; ähnlich wie in einem Schwamm wird Wasser im Boden gespeichert. Die Evaporation sinkt aufgrund der Beschattung des Bodens durch die Vegetation (allerdings steigt die Transpiration).

#### Umweltschutz
Einen wichtigen Beitrag zum Wasserschutz können die Wälder leisten, indem sie das Wasser speichern.
Diskutiert werden auch dämpfende Wirkungen in Bezug auf Licht und Schall. Für die Befindlichkeit des Menschen kann die Sichtschutzfunktion von Wäldern relevant sein.

#### Flora und Fauna
Wälder sind oft relativ wenig intensiv genutzte Flächen mit geringem Eintrag von Düngemitteln und Pestiziden. Auch ist der Stress durch Lärm und andere Störung vermindert. Deshalb stellen Wälder ein Rückzugsgebiet für scheue Tiere dar. Ausgeprägte Waldtiere, wie den Feuersalamander, und Pflanzenarten, die an das Leben dort speziell angepasst sind bezeichnet man als silvicol. Der Wald erfüllt so Artenschutzfunktionen im Rahmen des Naturschutzes. Bezüglich des Schutzes der Artenvielfalt stellt die natürliche Wiederbewaldung, wie auch beim Tourismus und beim Landschaftsschutz (siehe unten), manchmal jedoch auch ein Problem dar: Offene extensiv genutzte Flächen oder Brachland wird von Bäumen wiederbesiedelt. Ohne einen menschlichen Eingriff würden diese offenen Landschaften langfristig verschwinden. Dies bedeutet eine Habitatverarmung und einen Verlust an Biodiversität, da viele Pflanzen und Tiere nur auf Wiesen leben.

#### Wald als weltweiter Klimaregulator und Kohlenstoffsenke
Bei der Fotosynthese entziehen die grünen Pflanzen der Luft Kohlenstoffdioxid (CO2), das hauptverantwortlich für die derzeit beobachtete globale Erwärmung ist, und setzen dafür Sauerstoff (O2) frei. Der Wald bindet den Kohlenstoff in seiner Biomasse. Insgesamt sind weltweit etwa 862 Mrd. Tonnen Kohlenstoff in Wäldern gebunden, der sich sowohl in der Vegetation selbst als auch in den Böden befindet. Etwa 471 Mrd. Tonnen Kohlenstoff sind in tropischen Wälder gespeichert, 272 Mrd. Tonnen in borealen Wäldern und 119 Mrd. Tonnen in Wäldern der gemäßigten Breiten, zu denen auch der Großteil der europäischen Wälder zählt. Im deutschen Wald sind 2,2 Mrd. Tonnen Kohlenstoff gebunden.
Die Kohlenstofffixierung durch das Baumwachstum kann nur im Verbund mit der sich zeitlich anschließenden Holznutzung umfassend bilanziert werden. Werden Wälder nachhaltig und naturnah bewirtschaftet – wie dies z. B. in den meisten Wäldern Europas geschieht und durch Zertifizierungssysteme gewährleistet wird – wird das vom Baum gebundene Kohlendioxid als Kohlenstoff im Holzkörper gespeichert. Durch stoffliche Nutzung von Holz kann dieses über einen langen Zeitraum gespeichert werden, z. B. bei einem Holzbauwerk 50 Jahre und mehr. Holzprodukte wie Papier und Zellstoff können wiederverwendet werden, wodurch die Kohlenstofffixierung verlängert wird, bevor der gespeicherte Kohlenstoff durch energetische Verwertung oder Verrottung, als Kohlendioxid wieder an die Atmosphäre abgegeben wird.
Durch die globale Erwärmung nimmt die Vegetationsbedeckung in Wäldern der nördlichen Breiten zu. Infolge können mehr organische Moleküle in die Gewässer gelangen, welche wiederum von den Mikroben in den Seesedimenten abgebaut werden. Dabei entstehen Kohlendioxid und Methan als Nebenprodukte, sodass die Treibhausgasemission der nördlichen Süßwasserseen um das 1,5- bis 2,7-fache steigen könnte.
Im Rahmen der internationalen Klimaschutzabkommen wie z. B. dem Kyoto-Protokoll (KP) werden auch Wälder aufgrund ihrer Fähigkeit, Kohlendioxid zu binden und Sauerstoff zu produzieren als Klimafaktoren betrachtet. Grundsätzlich werden Wälder als Kohlenstoffsenken angesehen und können in die nationale CO2-Bilanz Eingang finden. Dies ist jedoch nur bedingt richtig, weil Wälder vor allem im Wachstum eine reale Kohlenstoffsenke darstellen. Etablierte Wälder hingegen tragen zur Nettokohlendioxidfixierung in geringem Maße bei, ungestörte Urwälder ohne Nettozuwachs gar nichts. Sie stellen aber Speicher für Kohlenstoff dar, der bei ihrer Abholzung als Kohlendioxid freigesetzt wird.
Die vierte Bundeswaldinventur, die im Oktober 2024 veröffentlicht wurde, stellt fest, dass der Wald in Deutschland seit 2017 „durch die enormen klimabedingten Schäden mehr Kohlenstoff abgibt, als er aufnimmt“, womit er zu einer Kohlenstoff-Quelle geworden ist. Die sinkende CO2-Speicherfunktion hat Auswirkung auf die Klimaschutzpfade. Laut einer Studie des Potsdam-Instituts für Klimafolgenforschung aus dem Jahr 2025 würden die Kohlenstoffspeicher der Wälder in vielen Modell-Simulationen noch überschätzt.

#### Forstwirtschaft zur gezielten Kohlenstofffixierung
Eine besondere Form von nationalen Minderungsmöglichkeiten, aber auch von JI- und CDM-Projekten (Joint Implementation und Clean Development Mechanism) stellen Senkenprojekte dar. Unter Senken wird prinzipiell die Kohlenstoffbindung und Speicherung in Vegetation und Böden verstanden. Unterschieden wird dabei zwischen Wäldern (Artikel 3.3 KP) und landwirtschaftlich genutzten Flächen (Artikel 3.4 KP). Mögliche Projekttypen sind Aufforstung und Wiederaufforstung, Bewirtschaftungsmaßnahmen auf bestehenden Forst-, Acker- und Grünlandflächen sowie Begrünung von Ödland. Die Freisetzung von Kohlenstoff durch Entwaldung muss allerdings ebenfalls eingerechnet werden. Um Risiken und Möglichkeiten der Senkenanrechnung zu untersuchen, wurde ein Bericht beim Intergovernmental Panel on Climate Change (IPCC) in Auftrag gegeben. Der im Jahr 2000 fertiggestellte Bericht Land use, Land-use change, and Forestry (LULUCF) konstatiert große Unsicherheiten in vielen Bereichen. So bestehen vor allem naturwissenschaftliche Unklarheiten bezüglich der gebundenen CO2-Menge. Die Absorptionsraten während des Pflanzenwachstums sowie die Bindungszeiträume sind nur schwer zu bestimmen. Zusammen mit der Problematik der Bestimmung der Bewuchsdichte auf großen Flächen ergeben sich starke Unsicherheiten bei der Hochrechnung der Gesamtmenge. Bei der Speicherung in Böden sind diese Probleme noch gravierender, da die zugrunde liegenden biochemischen Prozesse komplizierter sind und zusätzlich mit stärkeren Freisetzungen von CO2 und Methan gerechnet werden muss. Über die naturwissenschaftlichen Unsicherheiten hinaus wird vor allem die Kontrolle der Vorschriften als problematisch angesehen. Genaue Regelungen bezüglich der Quantifizierung der Treibhausgasspeicherung und des Monitorings stehen noch nicht fest, sondern sollen vom Intergovernmental Panel of Climate Change entwickelt und vorgeschlagen werden. Trotz der hohen Unsicherheiten und des Widerstandes von einigen Vertragsstaaten wurde auf der Klimakonferenz in Bonn (COP 6b) beschlossen, Senkenprojekte bei der Erfüllung der Verpflichtungen einzubeziehen. Auf der nächsten Konferenz in Marrakesch (COP 7) wurden dann die ersten wichtigen Definitionen und Regelungen für die Anrechenbarkeit von Senken nach Artikel 3.3 und 3.4 vereinbart. Insbesondere die genaue Definition und Abgrenzung des Begriffes ‚Wald‘ wurde festgelegt. Hierbei wurden Bandbreiten für Mindestflächen (0,05–1 ha), die Mindestbewuchsdichte (10 bis 30 %) und die Mindesthöhe (2–5 m) des Pflanzenbewuchses festgelegt, aus denen die verpflichteten Parteien Rahmenwerte für eine nationale Definition des Begriffes ‚Wald‘ wählen müssen. Vor Beginn der ersten Verpflichtungsperiode (d. h. vor 2008) müssen die verpflichteten Staaten festlegen, welche der Bewirtschaftungsmaßnahmen, d. h. Forst-, Ackerland- und Grünlandbewirtschaftung sowie Begrünung von Ödland, für sie unter Artikel 3.4 KP anrechenbar sein sollen. Für Aufforstung und Wiederaufforstung ist keine Festlegung notwendig. Senkenprojekte im Inland generieren Emissionsreduktionsgutschriften, sogenannte Removal Units (RMU), die nicht in die nächste Verpflichtungsperiode übertragen werden können. Zudem unterliegen sie in der ersten Verpflichtungsperiode gewissen Einschränkungen bezüglich ihrer Anrechenbarkeit. So können Bewirtschaftungsmaßnahmen nur bis zu einer für jede Partei individuell festgelegten Obergrenze angerechnet werden. Für Deutschland beträgt diese Obergrenze 1,24 Millionen Tonnen Kohlenstoff pro Jahr. Auch für Senkenprojekte im Ausland existieren Restriktionen. Wichtig in diesem Zusammenhang ist, dass die Verhandlungen für die Post-2012-Periode beginnen. LULUCF ist in diesen Verhandlungen ein wichtiges Thema.

### Soziale Funktionen: Erholungsgebiet und Tourismus

#### Kulturgeschichtliche Bedeutung

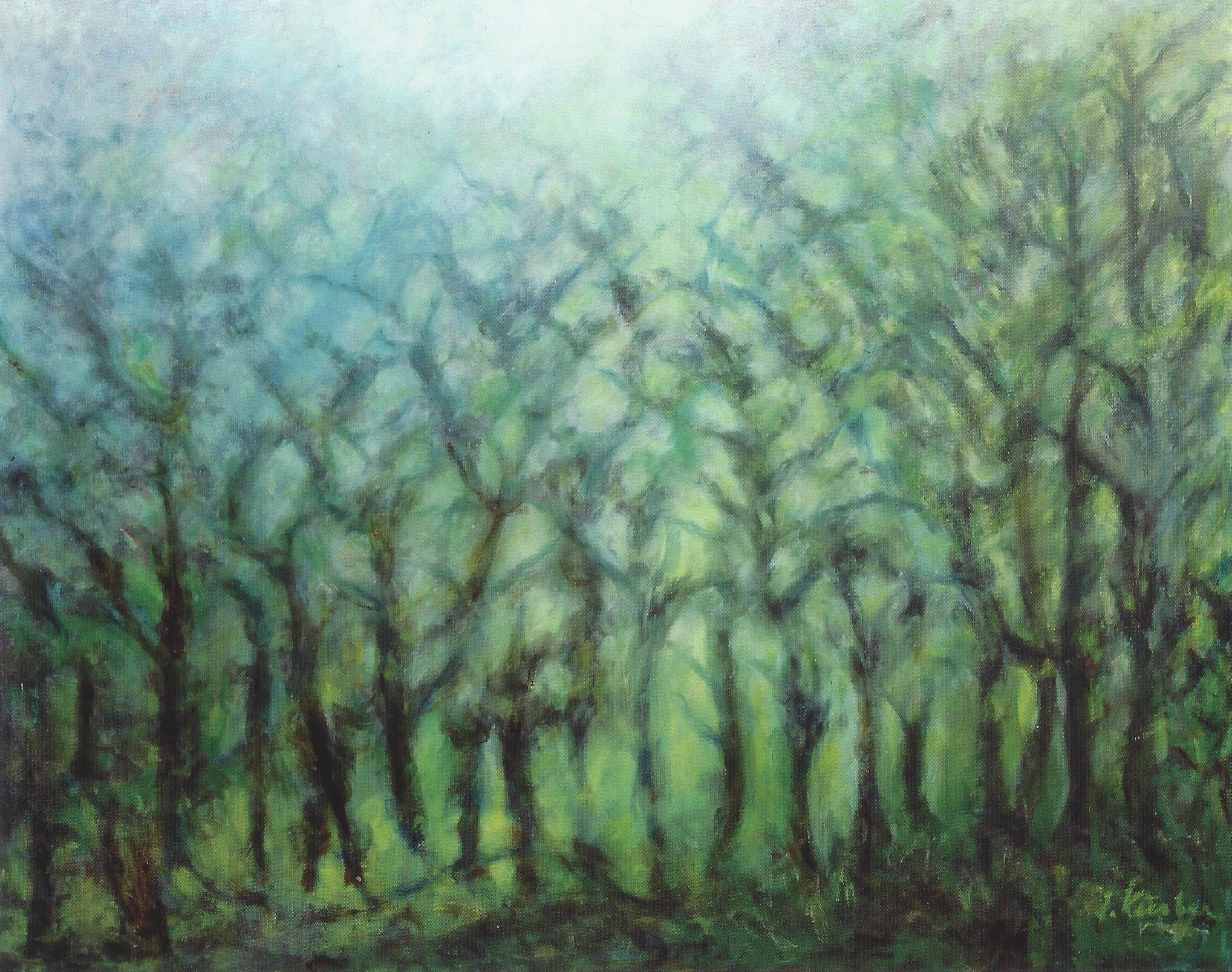
Jochen Kusber: Mystischer Wald (1997)

Der Wald war in verschiedenen Epochen der Kunstgeschichte und Literaturgeschichte ein beliebtes Motiv. So gehört der Wald zu den wichtigsten Schauplätzen von Mythen verschiedener Kulturen sowie von Volkssagen und Volksmärchen. Besonders in der deutschen Romantik erfuhr der Wald als Sinnbild der malerischen Natur, aber auch der unergründlichen und gegensätzlichen Welt große Verehrung. In den Werken der Maler Caspar David Friedrich und Moritz von Schwind oder des Dichters Joseph von Eichendorff ist der Wald allgegenwärtig. Der Wald ist auch in der neueren Literatur und im Film immer wieder ein beliebter Schauplatz, wobei seine dramaturgische Funktion von der verklärten Idylle bis hin zur unheimlichen Horrorkulisse reicht.

#### Heutige Bedeutung

##### Gesundheitliche und psychologische Aspekte
Menschen halten sich gerne aus gesundheitlichen Gründen und zum Zweck der Naherholung in Wäldern auf. Unterschiedlichen Studien zufolge schätzen Besucher die saubere Luft in einem Wald (die Vegetation wirkt als Filter), Gerüche werden als angenehm empfunden, Stress verursachende Geräusche werden gedämpft, wodurch der Blutdruck gesenkt wird. Das ausgeglichene Waldinnenklima zeichnet sich durch eine höhere Luftfeuchtigkeit und angenehme Kühle im Sommer aus. Dem Wald wird außerdem eine positive Wirkung auf die psychische Verfassung (Ablenkung, Inspiration) und Möglichkeiten zur Pflege des Soziallebens bescheinigt (besonders bei Kindern und Sammlern).
Aus diesen Gründen existiert in Deutschland der rechtliche Status des Erholungswaldes und zusätzlich in Mecklenburg-Vorpommerns seit 2011 als Ergänzung der Status Kur- und Heilwald.

###### Waldbaden
Aus Japan ist seit den 1980ern das Phänomen Waldbaden (japanisch shinrin-yoku, 森林浴) international bekannt geworden. Es beschreibt die meditative Erfahrung und die gesundheitliche Wirkung eines Aufenthaltes im Wald. Insbesondere japanische Wissenschaftler haben sich mit Veränderungen des Immunsystems durch Waldaufenthalt beschäftigt und eine erhöhte Aktivität von natural killer cells gemessen. Der Begriff „Waldbaden“ spielt in Deutschland eine Rolle innerhalb der Esoterik, der alternativen Medizin und beim Naturtourismus.

##### Wald und Sport
Neben der Naherholung nutzen Menschen den durch ein Wegenetz erschlossenen Wald auch zu sportlicher Betätigung (Wandern, Nordic Walking, Jogging, Ski Nordisch, Mountainbiking usw.). Der Schwarzwald hat auf diesem Gebiet für seinen Waldtourismus weltweit Bekanntheit erlangt. Die Anfang des 20. Jahrhunderts angelegten Fernwanderwege (Westweg, Mittelweg, Ostweg) waren Vorbild für zahlreiche weitere Fernwanderwege. Eine speziell in Skandinavien populäre Natursportart im Wald ist der Orientierungslauf. Hier gilt es, sich mit Karte und Kompass zu orientieren und vorgegebene Punkte auf einer selbstgewählten Route anzulaufen, wenn nötig auch querfeldein.

##### Waldpädagogik
Die Waldpädagogik versucht, die vielfältigen Bedeutungen des Waldes in der Öffentlichkeit bekannter zu machen und eine positive emotionale Beziehung zum Wald zu fördern. Neben Informationseinrichtungen wie den allein in Deutschland weit mehr als tausend Waldlehrpfaden wird permanent versucht, neue, stärker zielgruppenorientierte Methoden zu entwickeln.
Zunehmend beliebt sind in Deutschland Waldkindergärten, die das Spiel der Kinder in die freie Natur – häufig in den Wald – verlegen.

### Sonderfunktionen

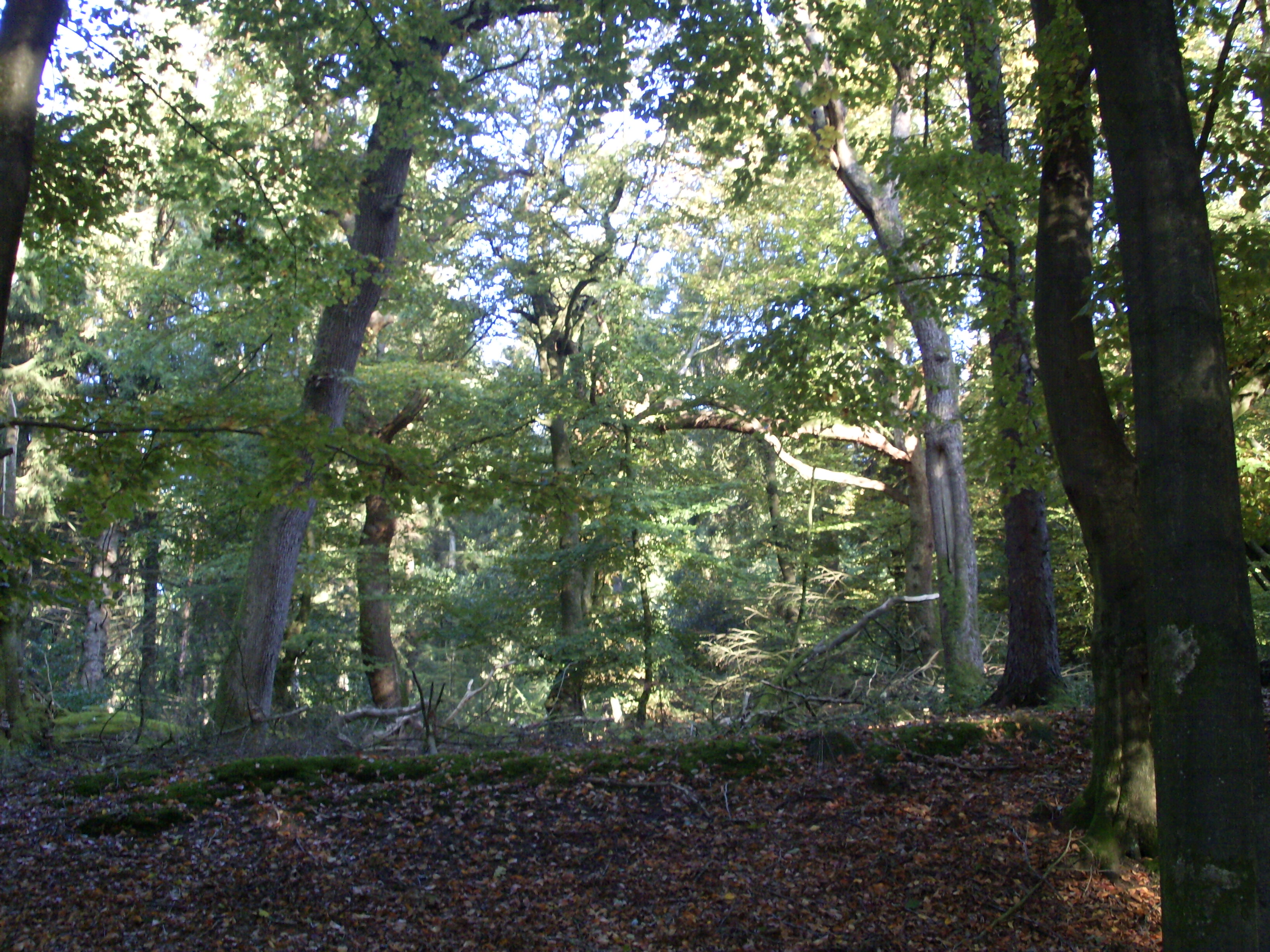
Wald in Schleswig-Holstein

Wälder stellen einen Teil des kulturellen Erbes dar. Sie sind in ihrer heutigen Form ein Element unserer Landschaft, welche nach allgemeinem Dafürhalten und auch juristisch betrachtet ein schützenswertes Gut ist. Eine Umwandlung von Wald (also zu Bauland oder zur anderweiten Nutzung) ist aus diesem Grunde in den DACH-Ländern nur in Ausnahmefällen möglich. In der Regel müssen außerdem Konzessionsleistungen erbracht werden, die auch die Aufforstung von Land beinhalten können. Zu den Sonderfunktionen zählt auch der Beitrag zum Denkmalschutz (Naturdenkmäler sind sehr alte oder markante Bäume, Felsen, Wasserfälle, aber auch Hügelgräber und andere menschliche Spuren).
Wälder sind auch Objekt für Lehre und Forschung. Nicht nur die Grundlagenforschung hilft heute bei der Erforschung noch unbekannter Urwaldgebiete. Die Pharmaindustrie erzielt durch den Aufkauf von Urwaldflächen und die Entsendung von Biologen zur Erforschung des Areals bereits einige Erfolge bei der Auffindung neuer Wirkstoffe für Medikamente. Diese Form des „Sponsorings“ von Umweltschutz dient nicht ausschließlich zu propagandistischen Werbezwecken.
Weltweit werden Wälder als Lebensräume für Pflanzen- und Tierarten von Staaten unter Schutz gestellt. Verschiedene Programme dienen dem Umweltschutz und werden zu diesem Zweck von den Industriestaaten auch finanziell gefördert. Damit ist nicht nur der Schutz von Urwäldern gemeint, sondern beispielsweise auch die Einrichtung von Bannwäldern in Europa. Diese Wälder dürfen sich, begleitet von der Forschung, wieder zu Urwäldern entwickeln.

## Politische Konfliktthemen
Bezogen auf den menschlichen Umgang mit dem Wald treffen unterschiedliche Meinungen bzw. Interessen aufeinander. Nachfolgend werden die beiden größten politischen Streitfelder im deutschsprachigen Raum genauer erläutert, es existieren aber noch weitere. Als ein weiteres Beispiel unter vielen kann der Konflikt „Mountainbiker vs. Wanderer“ genannt werden.

### Naturschutz vs. Bewirtschaftung
Die Frage, ob die Natur mehr geschützt oder mehr genutzt werden soll, begründet den grundlegendste „Waldkonflikt“.
Die Argumente der Naturschützer sind vielfältig. Eines der häufigsten Argumente ist, dass nur ein gesundes Ökosystem langfristig die Weiterentwicklung der menschlichen Zivilisation fördert (siehe Planetare Grenzen). Andere Ansätze hinterfragen die menschliche Zivilisation (Primitivismus) oder die anthropozentrische Perspektive an sich (Antispeziesismus, Naturethik/Tierrechtsbewegung etc.).
Die Gegner sind in der Regel Personen oder Konzerne, die einen finanziellen Nutzen aus der Bewirtschaftung von Wäldern in abgelegenen Regionen ziehen, die außerhalb ihres eigenen Lebensumfeldes liegen. Bezüglich des Waldschutzes in der so genannten Dritten Welt wird auch so argumentiert, dass die Erklärung von Naturschutzgebieten eine moderne Fortsetzung des Kolonialismus sei, da diese Verknappung des Angebots zu einer Verstärkung der Holzernte in ärmeren Ländern führt. Wir schützen also die Natur vor unserer Haustüre, weil wir es uns leisten können, und zerstören damit die Natur bei anderen, die sich das nicht leisten können.

### Wald-Wild-Konflikt

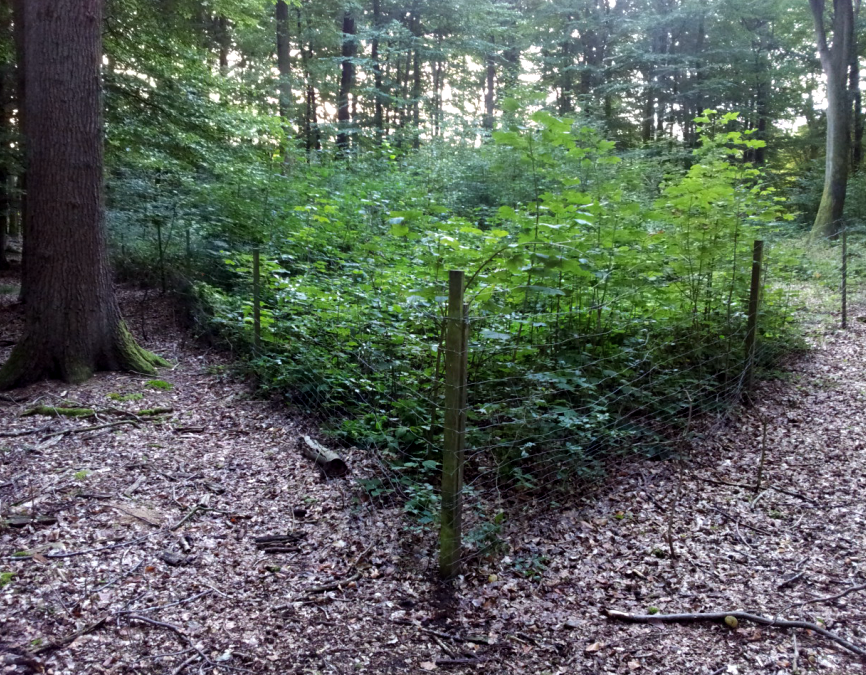
Weiserfläche zur Beurteilung des Wildeinflusses auf die Naturverjüngung – man beachte das Fehlen jeglicher Vegetation außerhalb des Zaunes

Hohe Wilddichten von Pflanzenfressern, insbesondere von Schalenwild, können durch Verbiss eine aus ökologischen oder wirtschaftlichen Gesichtspunkten angestrebte natürliche Verjüngung des Waldes erschweren oder verhindern. Durch die Bevorzugung bestimmter Baumarten kann selektiver Verbiss Mischbaumarten aus dem Bestand verdrängen und so die Baumartendiversität verringern. Auch gepflanzte Forstkulturen, die nicht durch Einzelbaumschutz oder Zäunung gesichert werden, sind von Wildschäden betroffen. Schälschäden können ältere Waldbestände, die dem Verbiss bereits entwachsen sind, über Jahrzehnte hinweg gefährden sowie im Schadensfall destabilisieren und ökonomisch entwerten.
Von Forstleuten, Naturschutzverbänden und Waldbesitzern wird dieser sogenannte Wald-Wild-Konflikt – zur Verdeutlichung des Zielkonfliktes und der Akteure gelegentlich auch als Forst-Jagd- bzw. Waldbesitzer-Jäger-Konflikt beschrieben – im Hinblick auf einen angestrebten Waldumbau hin zu klimastabilen Mischwäldern als bedeutendes Problem betrachtet.
Zur Beurteilung des Einflusses des Wildes (in Mitteleuropa vor allem Reh, z. T. aber auch Rot-, Dam- und Sikahirsch sowie Gämse und Mufflon) auf die Naturverjüngung des Waldes werden regelmäßig gezäunte Weiserflächen genutzt, die durch einen direkten Vergleich mit dem nicht gezäunten Bereich außerhalb eine Einschätzung des lokalen Wildeinflusses ermöglichen. Diese Form der indirekten Anzeige der örtlichen Wilddichte dient in der Folge einer entsprechenden Anpassung der Jagd.
Aber auch durch Vegetationsgutachten, die mit statistisch abgesicherten Methoden erstellt werden, kann der Einfluss des Schalenwildes zuverlässig beurteilt werden. Das ist in einigen Bundesländern, z. B. Bayern und Rheinland-Pfalz, der Fall. Die Ergebnisse der Vegetationsgutachten sind dann bei der Abschussplanung zwingend zu berücksichtigen.
Gesetzlich und juristisch betrachtet ist dieser Konflikt geklärt. Die letzte Neufassung des Bundesjagdgesetzes legte 1976 fest, dass „die Belange einer ordnungsgemäßen land-, forst- und fischereiwirtschaftlichen Nutzung den Vorrang vor der zahlenmäßigen Hege der den Waldaufbau schädigenden Wildarten“ „genießen“. Der Bundesgerichtshof bestätigte das in einem Urteil aus 1984. Die Vorrangstellung des Waldes sei wegen seiner „überragenden Bedeutung ... für das Klima, den Wasserhaushalt, die Sauerstoffproduktion, die Nährstoffspeicherung und die biologische Vielfalt“ zwingend geboten. Ein erster Entwurf zur Reform des Bundesjagdgesetzes aus dem Jahr 2021 sieht eine noch deutlichere Priorisierung des Waldes vor. Die Verjüngung des Waldes soll zukünftig „im Wesentlichen ohne Schutzmaßnahmen“ möglich sein. Nur dadurch lasse sich eine „dem Klimawandel angepasste Waldbewirtschaftung in der Fläche“ umsetzen. Der Bundesrat wollte sogar noch die Wörter „im Wesentlichen“ streichen.

## Bestandsentwicklung und Zustand in Wäldern und Forsten
Wälder dominieren unter natürlichen Umständen überall dort, wo sich Bäume gegenüber anderen Pflanzen wie Gräsern als konkurrenzstärker erweisen. Solche Bedingungen sind auf den Landflächen der Erde vielerorts großflächig vorzufinden. Störungen der Waldentwicklung waren seit jeher Katastrophenereignisse wie Waldbrände und Vulkanausbrüche, aber auch Klimaänderungen wie der Wechsel zwischen Wärme- und Kälteperioden im Quartär. Pollenanalysen zeigen die fortschreitende Wiederbesiedelung von ehemals vereisten Landflächen durch Bäume unterschiedlicher Arten aus ihren Refugien zum Ende der Eiszeiten. Wälder werden zudem durch Tiere gestört. So schaffen Elefanten durch ihre zuweilen zerstörerischen Aktivitäten an Bäumen das für Savannen charakteristische Erscheinungsbild einer Graslandschaft, die locker mit Gehölzen bestockt ist. In den monotonen borealen Wäldern Amerikas und Eurasiens kommt es immer wieder zu Störungen durch die Massenvermehrung von Insekten, die an Nadeln oder anderen Teilen des Pflanzenkörpers Schäden verursachen, die Bäume innerhalb kurzer Zeit großflächig sterben lassen.
Großen Einfluss auf die Waldentwicklung nimmt der Mensch seit den ersten Tagen der Zivilisation. Vor allem wurden Wälder gerodet, um Siedlungs- und Ackerfläche zu gewinnen. Später trat in den Ländern Europas die Nutzung des Holzes als Energieträger und als Rohstoff in den Vordergrund. Die ehemals bewaldeten Buschlandschaften des Mittelmeerraumes und das durch Entwaldung geprägte Erscheinungsbild der Länder ehemaliger Seefahrernationen zeugen von dieser Entwicklung. Insgesamt ist der für Europäer heute gewohnte Anblick der Landschaft mit ihrem Wechsel von Feldern, Grünland, Wald und Siedlungen in der Regel das nahezu alleinige Resultat menschlicher Tätigkeit. Der Anteil des Waldes an der Landnutzung ändert sich in wohlhabenden Ländern heute nur noch marginal.
Der Anteil von Wäldern, die älter sind als 140 Jahre, ist seit 1900 von 89 auf 66 Prozent gesunken.
Außerhalb Europas existieren heute noch große zusammenhängende Waldgebiete, deren Größe um etwa 13 Millionen ha netto jährlich reduziert wird. Die Schwerpunkte der Entwicklung sind Lateinamerika, das Kongobecken und Südostasien (Indonesien, Malaysia).
Einer in der Zeitschrift Nature im Jahr 2018 veröffentlichten Studie zufolge nahm zwischen 1982 und 2016 die mit Wald bedeckte Fläche in den Tropen weiter deutlich ab, der Baumbestand in der globalen Gesamtbilanz um 2,24 Millionen km² (7,1 Prozent) hingegen zu, da kahle Flächen in den landwirtschaftlichen Gegenden Asiens reduziert wurden. Der zunehmende Baumbewuchs sage jedoch nichts über die ökologische Qualität der Wälder und die Waldvernichtung aus, Baumplantagen würden mit eingerechnet. Aride und semi-aride Ökosysteme verloren Vegetationsbedeckung, in Gebirgslagen nahm die Waldbedeckung der Böden zu. Bei den stärkeren Verlusten auf der Südhalbkugel sind die Staaten Lateinamerikas zu nennen, in Brasilien verschwand eine Fläche von 385.000 Quadratkilometern. Einer Studie der Botanic Gardens Conservation International und der Weltnaturschutzunion IUCN aus dem Jahr 2021 zufolge, sind 30 Prozent der Baumarten vom Aussterben bedroht. Etwa 40 Prozent wurden als „nicht gefährdet“ eingestuft.
Laut FAO (Juli 2020) überholte Afrika in der Zehnjahresperiode 2010–2019 Südamerika bei der jährlichen Entwaldungsfläche.

### Deutschland

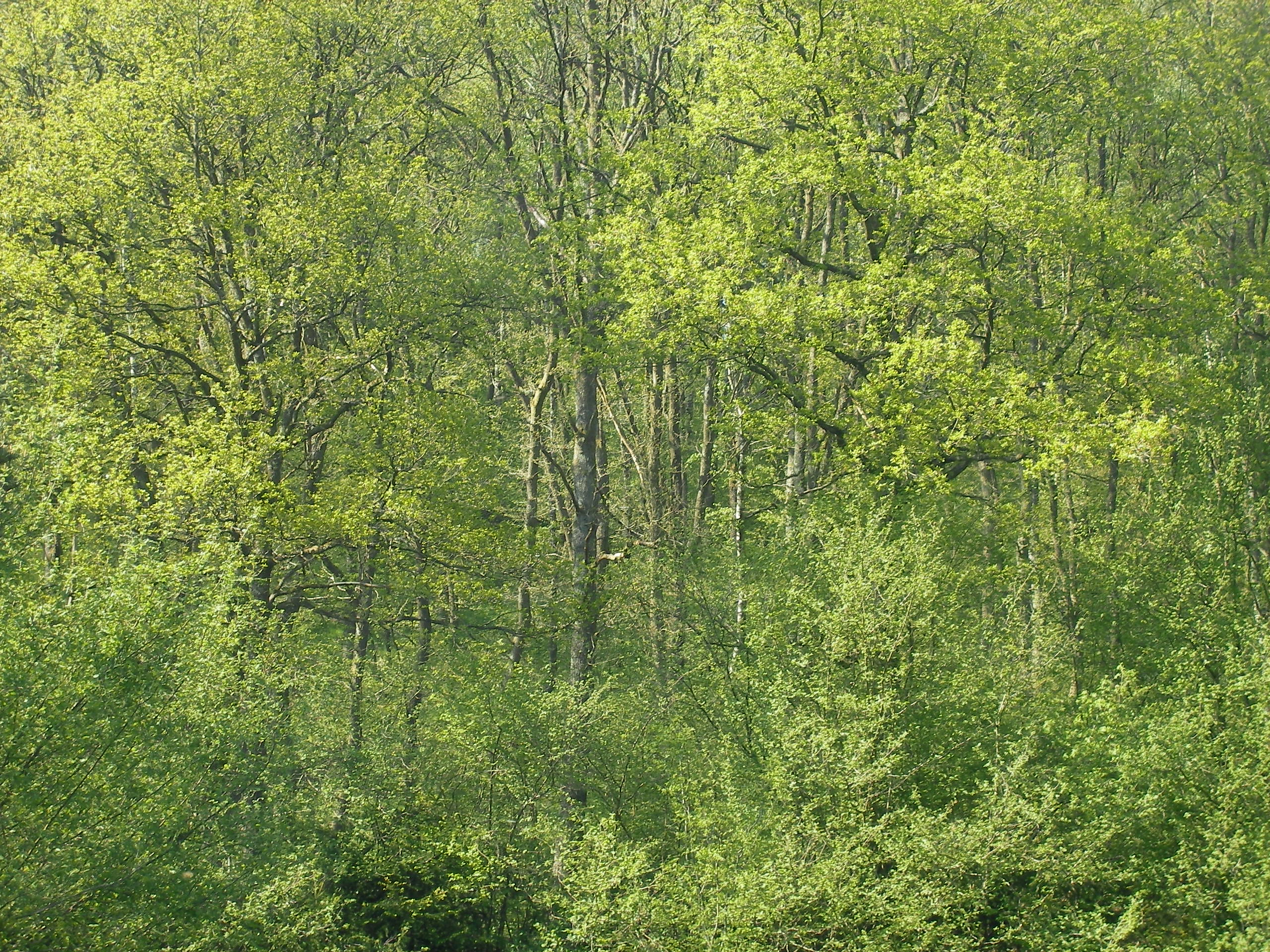
Eichen-Mischwald

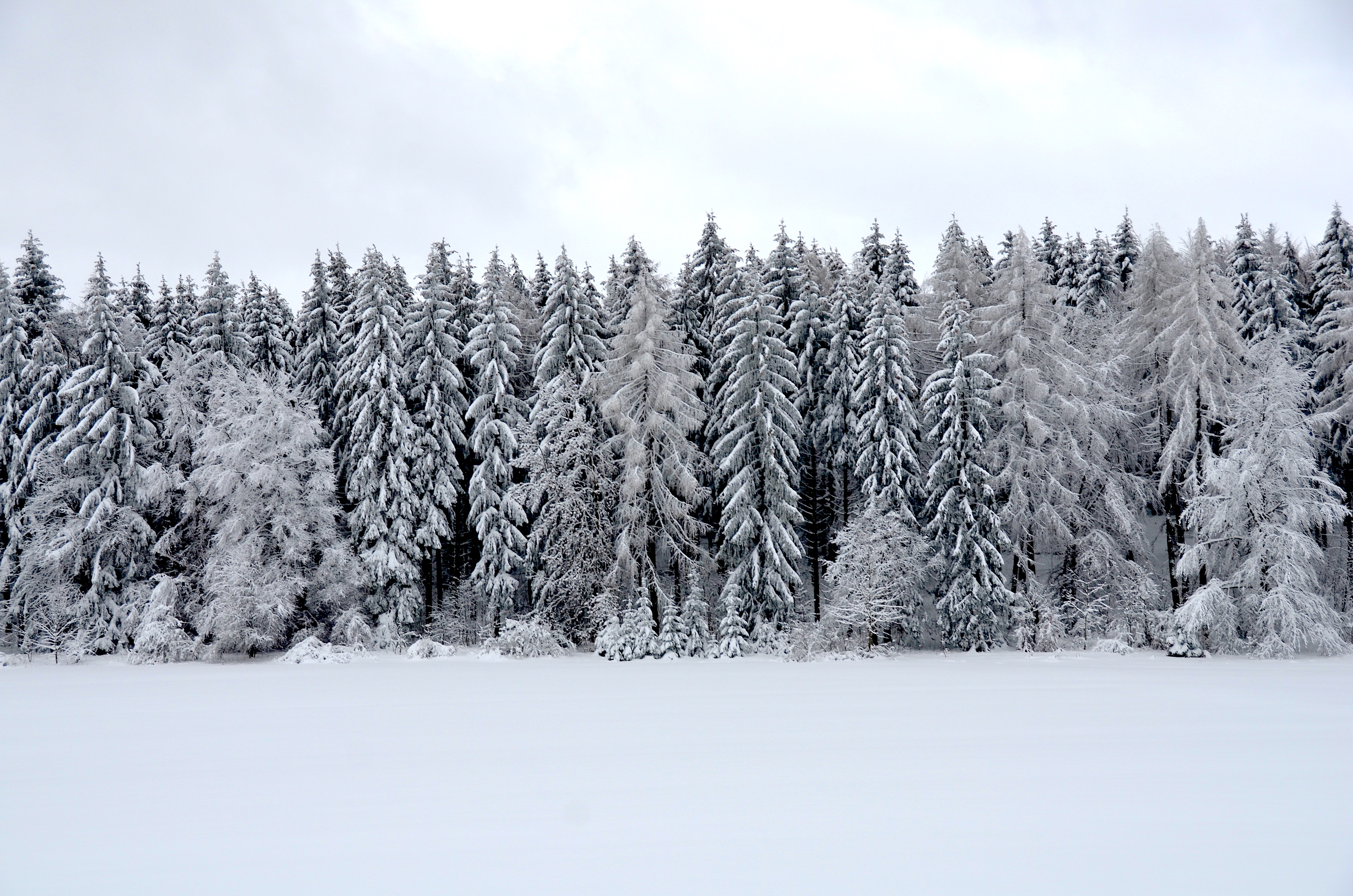
(Standortuntypischer) Nadelwald im Winter (Schwäbische Alb)

Mit 11.419.124 ha bedeckt Wald 32 % der deutschen Staatsfläche, wie die Dritte Bundeswaldinventur (2012) feststellte. Die deutsche Waldfläche hat zwischen 2002 und 2012 um rund 48.000 ha zugenommen. Der Holzvorrat stieg im selben Zeitraum um 227 Millionen Festmeter auf nun insgesamt 3,663 Milliarden Festmeter bzw. 336 m³/ha an, was einen historischen Rekordwert darstellt. Von der deutschen Waldfläche sind 48 % Privatwald, 32,5 % Staatswald (29 % Landeswald und 3,5 % Bundeswald) und 19,4 % Körperschaftswald. Der vergleichsweise hohe Waldanteil ist den Aufforstungsbemühungen hauptsächlich des 19. Jahrhunderts zu verdanken.
Die Waldfläche ist zwischen 1989 und 2003 um durchschnittlich 3500 ha pro Jahr gewachsen. Im Vergleich zur Waldfläche sind 25 % Deutschlands der Siedlungsfläche zuzurechnen, davon sind 50 % vollständig versiegelt (täglich um 129 ha oder 47.000 ha pro Jahr zunehmend). Dadurch werden jährlich rund 3500 ha Wald zerstört. Die Zunahme der Waldfläche ergibt sich durch Aufforstungen (hauptsächlich von landwirtschaftlichen Flächen) und die sukzessive Bewaldung degenerierter Moorstandorte. Deutschland ist damit dennoch wieder eines der waldreichsten Länder in der Europäischen Union.
Auch die Baumartenzusammensetzung nähert sich kontinuierlich der potentiell natürlichen Zusammensetzung. Von Natur aus wären 67 % der Landfläche Deutschlands von Buchenmischwäldern, 21 % von Eichenmischwäldern, 9 % von Auwäldern oder feuchten Niederungswäldern, 2 % von Bruchwäldern und 1 % von reinen Nadelwäldern bedeckt (Georg Meister, Monika Offenberger: Zeit des Waldes. S. 36, s. u. Literatur). In der oberen Waldschicht, also den älteren Bäumen, liegt die Baumartenverteilung noch bei 14,8 % Buchen, 9,6 % Eichen, 15,7 % anderer Laubbäume, 28,2 % Fichten, 23,3 % Kiefern, 1,5 % Tannen und 4,5 % anderer Nadelbäume. Das macht ein Verhältnis von etwa 40 % Laubbäumen zu 60 % Nadelbäumen. In der sogenannten Unterschicht, also der jungen Waldgeneration, hat sich das Verhältnis aufgrund des seit vielen Jahrzehnten von den Waldbesitzern forcierten Waldumbaus ins Gegenteil verkehrt. In der jüngeren Waldgeneration stehen nur noch 30 % Nadelbäume und 70 % Laubbäume, überwiegend Buchen. Der große Anteil von Fichte und Kiefer in der Oberschicht liegt an dem hohen Holzbedarf zu Zeiten der Industrialisierung und zahlreiche Kriege der letzten 150 Jahre begründet: Diese Baumarten sind schnellwüchsig und anspruchslos und wurden daher zur Aufforstung von degenerierten Standorten wie Heiden, trockengelegten Mooren und übernutzten Niederwäldern insbesondere im 19. Jahrhundert verwendet. Andererseits leiden besonders Fichtenbestände unter Wind- und Schneewurf sowie Insektenschäden (z. B. durch Borkenkäfer) und führen zu einer Versauerung der Böden. Der Dachverband der Waldeigentümer geht davon aus, dass durch Dürren, Stürme und eine Borkenkäferplage 2018 und 2019 insgesamt 70 Millionen Festmeter sogenannten Schadholzes anfallen.
Fichten und Kiefern sind relativ unempfindlich gegen Wildverbiss (meist ist eine Umzäunung der Jungkulturen nicht nötig). Vielerorts behindern die relativ hohen Schalenwilddichten das Aufkommen von stärker verbissgefährdeten Laubbäumen und Tannen. Darüber hinaus ist das Holz von Fichte und Kiefern vielseitiger einsetzbar als Laubholz. Etwa 80 % unserer Holzprodukte werden aus Nadelholz hergestellt. Aufgrund der holzartspezifischen Eigenschaften (Holzdichte, Festigkeit, Elastizität, Widerstandsfähigkeit gegen Pilze) von Fichte und Kiefer, sind die Holzarten kaum durch Laubholz zu ersetzen. Um die Nachfrage nach dem Rohstoff auch künftig befriedigen zu können, ist deshalb ein gewisser Anteil an Nadelholz in unseren gemischten Wäldern zu erhalten. Der Vorteil von Mischwäldern ist eine höhere Artenvielfalt, eine bessere Stabilität, geringere Anfälligkeit gegen extreme Insektenschäden und ein ausgeglichenes Portfolio an Holzarten, um die Nachfrage nach dem Ökorohstoff Holz decken zu können.
Das Bundeslandwirtschaftsministerium gibt jährlich einen Waldzustandsbericht über die Ergebnisse des forstlichen Umwelt-Monitorings der Waldbäume in Deutschland heraus. 26 der 125 Baumarten in Deutschland sind vom Aussterben bedroht.

### Österreich

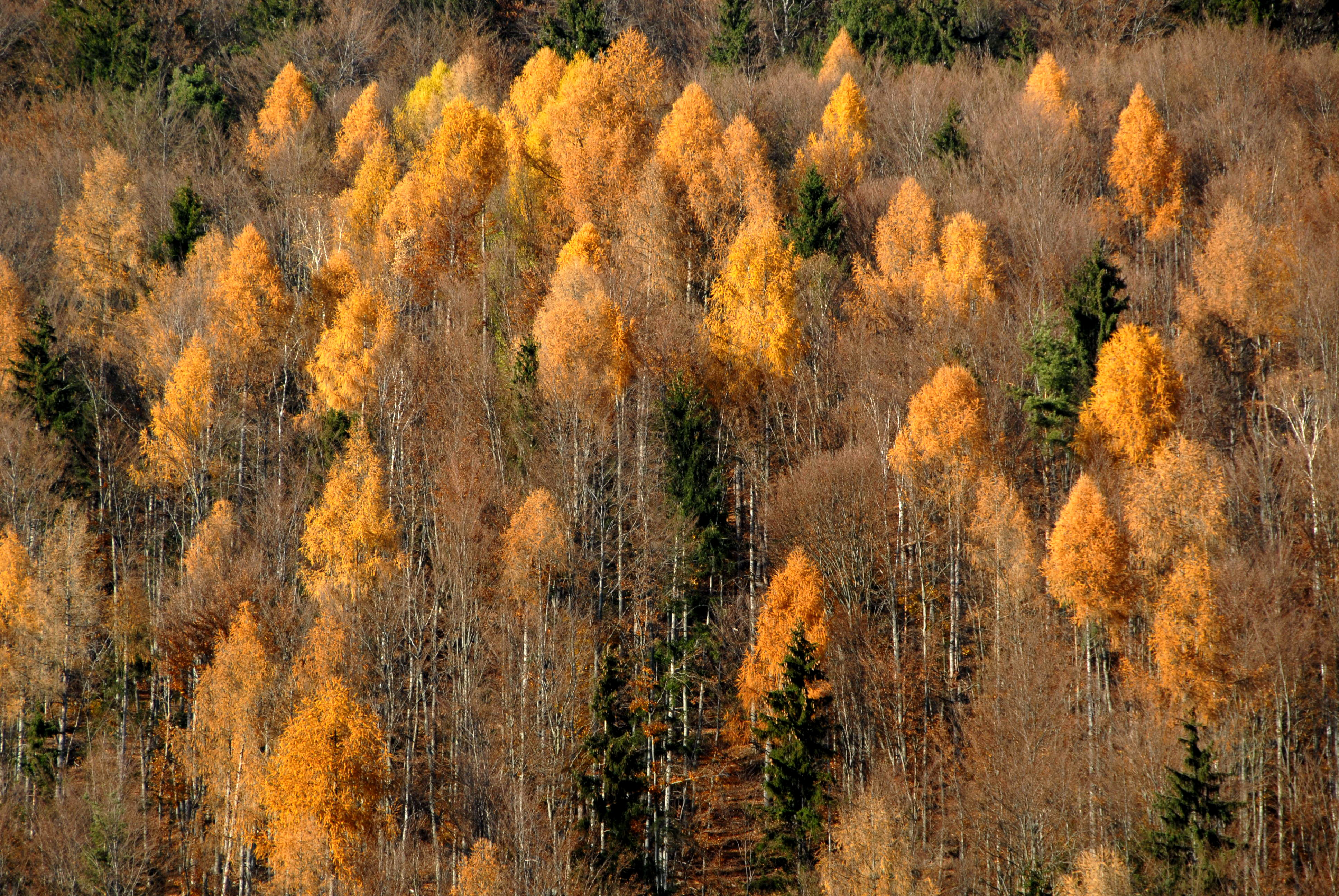
Lärchenmischwald im Süden Österreichs

In Österreich beträgt die Waldfläche etwa 4,0 Millionen ha, das sind 48 % des Staatsgebietes (8,4 Millionen ha). Nur 0,7 % der österreichischen Wälder sind noch in einem natürlichen Zustand oder streng geschützt. Aufgrund des gebirgigen Terrains beträgt der Anteil an Schutzwald etwa 20 % (755.000 ha). Mehr als 2/3 ist Nadelwald. Die häufigste Baumart ist Fichte mit über 50 % aller Bäume, es folgen Buche mit 10 %, weitere 9 % entfallen auf Kiefern und 6,8 % auf Lärchen. Insgesamt finden sich 93 verschiedene Baumarten in Österreich. Die größten Bewaldungsdichten liegen im Voralpengebiet von Salzburg bis Niederösterreich sowie am Alpenostrand, von Kor- und Saualpe über die Berge des Mur-Mürz-Gebiets bis zum Wechsel. Das Bundesland Steiermark besitzt die größte Waldfläche Österreichs, der waldreichste Bezirk in Österreich ist der Bezirk Lilienfeld in Niederösterreich, der an die 80 % Waldfläche aufweist.
Zwei Drittel der Wälder sind nach den letzten Waldinventuren intakt. Probleme bilden nur die Schutzwälder. Es wächst auch um 30 % mehr Holz nach als verbraucht wird oder durch Windbruch oder Wildverbiss geschädigt wird. Da teure Holzbringung im Wettbewerb zu billigeren Importen steht, wird oft das Holz im Wald nicht geschlagen. Nicht nur durch Aufforstungen, sondern auch durch Stilllegungen von landwirtschaftlichen Flächen erobert der Wald wieder Gebiete zurück.
Der Ertragswald umfasst 83 % der Waldfläche, hauptsächlich Hochwald (Verjüngung aus Samen, lange Umtriebszeit), Ausschlagwald liegt unter 3 %. Im Ertragswald hat die Fichte einen Anteil 61,4 %. Bezüglich des Holzvorrates je Fläche liegt Österreich mit 325,0 m³/ha im europäischen Vergleich an zweiter Stelle. Größter Waldeigentümer sind die österreichischen Bundesforste mit 523.000 ha, 1,73 Millionen ha sind bäuerlicher Wald, insgesamt gibt es 170.000 Waldeigentümer. Der Privatwaldanteil liegt – weit über dem europäischen Durchschnitt – bei etwa 80 %, der Kleinwaldanteil (unter 200 ha Katasterfläche) wird zwischen 1,56 Millionen ha und 2,13 Millionen ha (40–50 % der gesamten Waldfläche) angegeben.
Größte private Waldbesitzer Österreichs sind (früher) adelige Familien und kirchliche Stifte, an erster Stelle der Forstbetrieb Mayr-Melnhof-Saurau, die Esterházy Betriebe GmbH, die Fürstlich Schwarzenberg’sche Familienstiftung, das Gut Persenbeug der Familie Habsburg-Lothringen und die Stiftung Fürst Liechtenstein. Größter geistlicher Eigentümer ist das Stift Admont. Größter Waldeigentümer insgesamt ist allerdings, nach den Österreichischen Bundesforsten, die Stadt Wien, insbesondere im Quellgebiet der Hochquellwasserleitungen.

### Schweiz

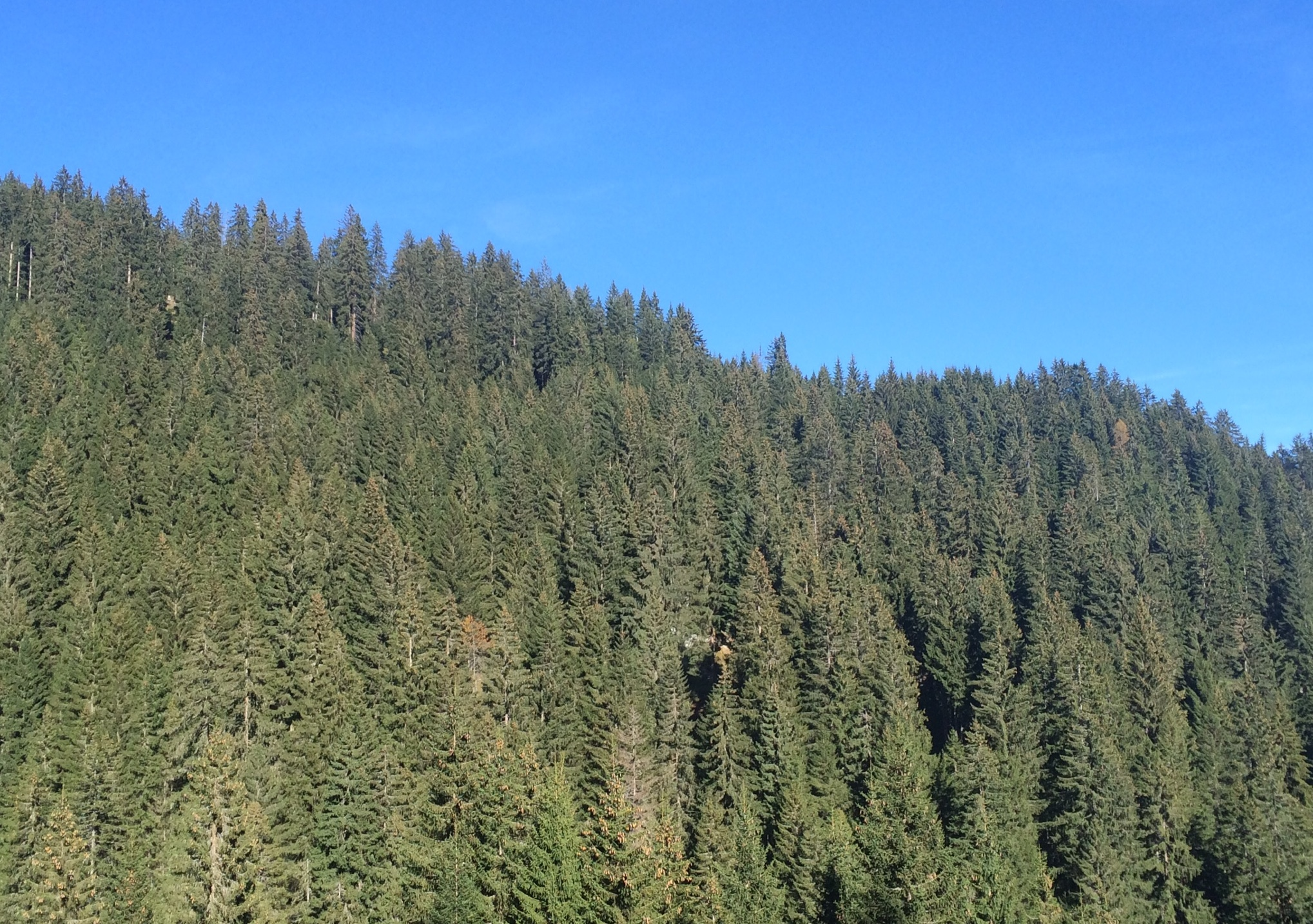
Nadelwald in der Surselva

Rund ein Drittel der Schweiz ist bewaldet. Das ist relativ viel, wenn man berücksichtigt, dass große Teile des Landes aufgrund der Topographie (v. a. oberhalb der Baumgrenze) keine Bewaldung zulassen. Dazu beigetragen hat das Waldgesetz, das in verschiedenen Fassungen seit 1903 vorschreibt, dass die Waldfläche nicht vermindert werden soll und dass Rodungen grundsätzlich verboten sind (Ausnahmebewilligungen können erteilt werden). 77 Baumarten sind in der Schweiz beheimatet.
Bezüglich des Holzvorrates je Fläche belegt die Schweiz mit 336,6 m³/ha den europäischen Spitzenplatz. Obwohl Stürme wie Vivian oder Lothar große Schäden anrichteten, hat der Wald in den letzten zwanzig Jahren um 4 % zugenommen (Stand 2011); er dehnt sich allerdings primär im Gebirge und in anderen marginalen Lagen, auf sogenannten Grenzertragsböden, aus. Der Holzschlag könnte gemäß Fachkreisen aber trotzdem deutlich gesteigert werden. Aus wirtschaftlichen Gründen ist vielerorts der Holzschlag jedoch nicht lukrativ.
In den Alpen erfüllen die Wälder eine wichtige Schutzfunktion gegen Lawinen und Erosion. Diese Schutzwälder machen rund 10 % der Schweizer Waldfläche aus und stehen unter besonderem Schutz.
Die Eidgenössische Forschungsanstalt für Wald, Schnee und Landschaft beschäftigt sich mit der Nutzung und dem Schutz von Landschaften und Lebensräumen, mit einem Schwerpunkt auf Wäldern und Naturgefahren.

### Weitere
- Liste der Länder nach Waldfläche
- Forstwirtschaft in British Columbia
- Französischer Wald

## Tag des Waldes
Den 21. März hat in den 1970er Jahren die Ernährungs- und Landwirtschaftsorganisation der Vereinten Nationen als „Tag des Waldes“ ins Leben gerufen. An dem Tag werden traditionell Waldberichte veröffentlicht.

## Medien
- Planet Erde. Waldwelten. Dokumentation, 45 Min., ein Film von Alastair Fothergill, Produktion: BBC, deutsche Erstsendung: 26. März 2007